# Hoffmann’s Stärkefabriken

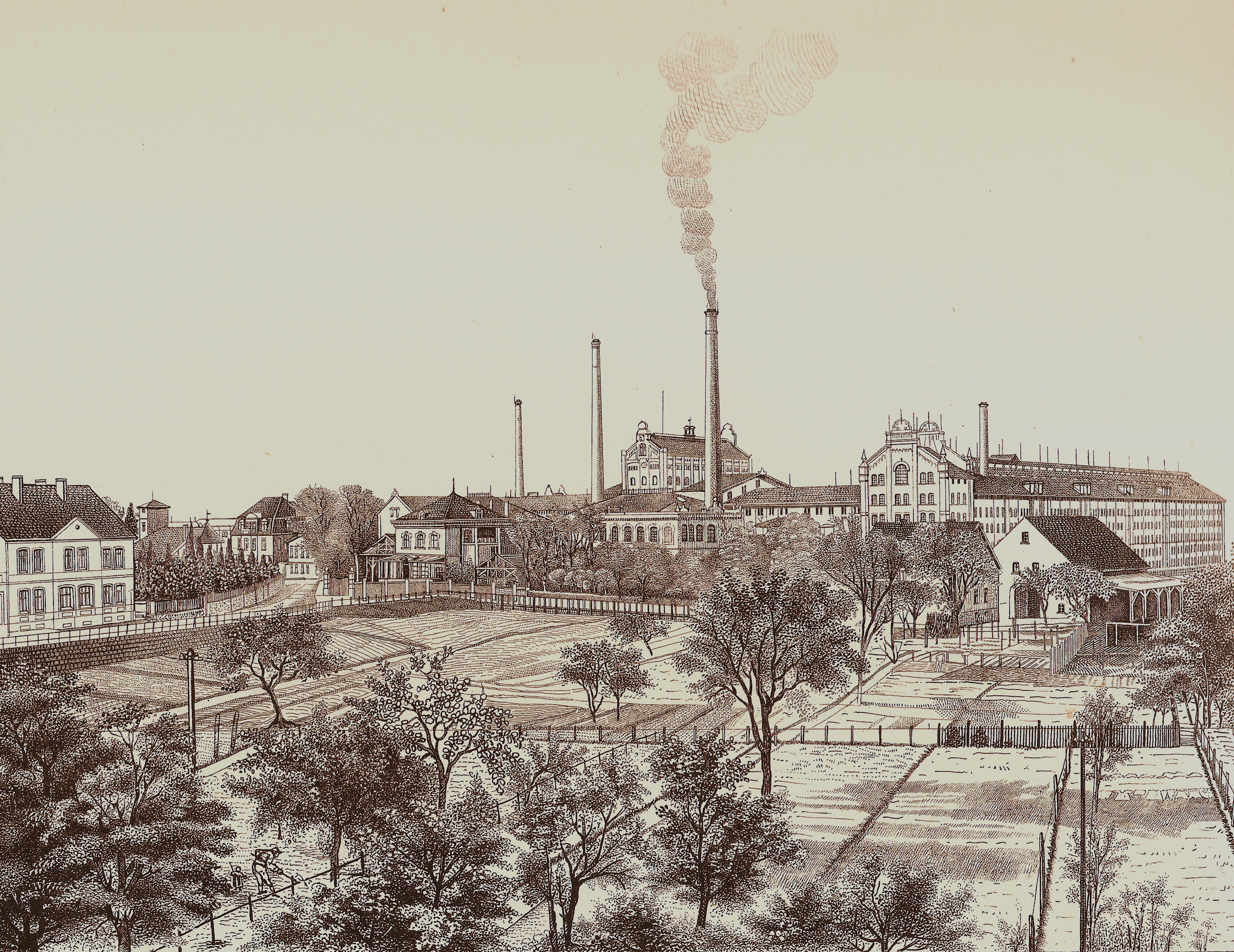
Hoffmann’s Stärkefabriken, 1890

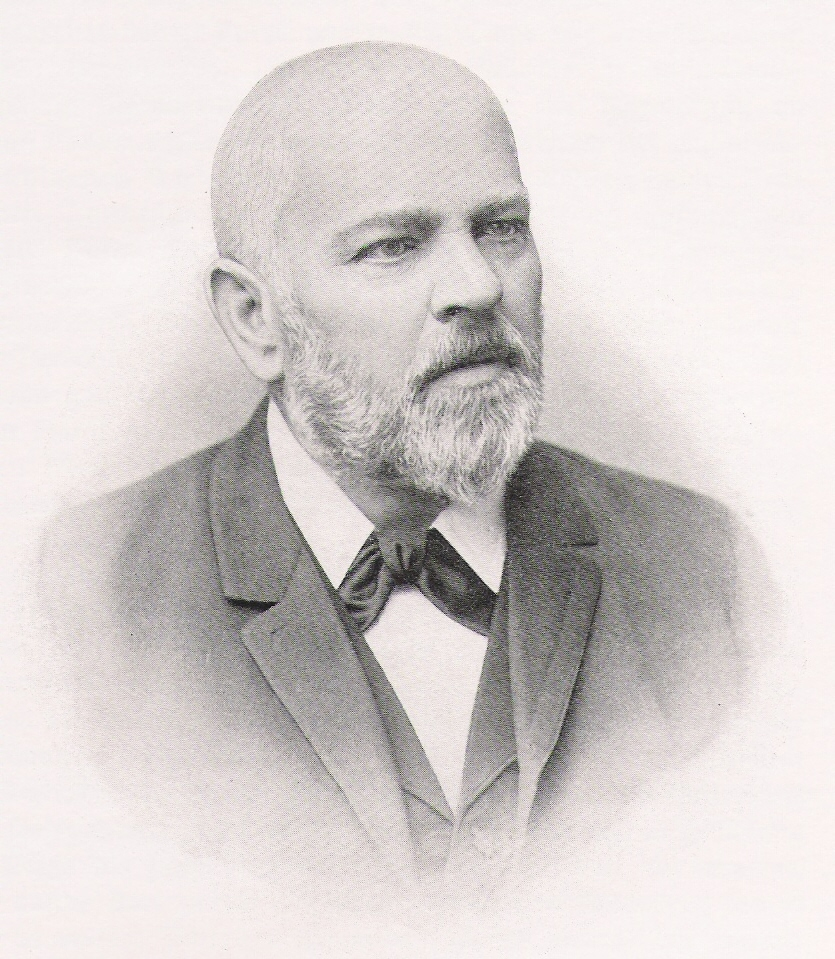
Eduard Hoffmann

Das 1850 als Stärke-Fabrik bei Salzuflen gegründete und später Hoffmann’s Stärkefabriken genannte Industrieunternehmen war das älteste seiner Art in Bad Salzuflen im heutigen Nordrhein-Westfalen. Bis zur Schließung des Standorts im Jahr 1990 wurden im Bereich der Chemie- und Lebensmittelindustrie hauptsächlich Wäschestärke und Speisestärke hergestellt bzw. verfeinert.

## Geschichte

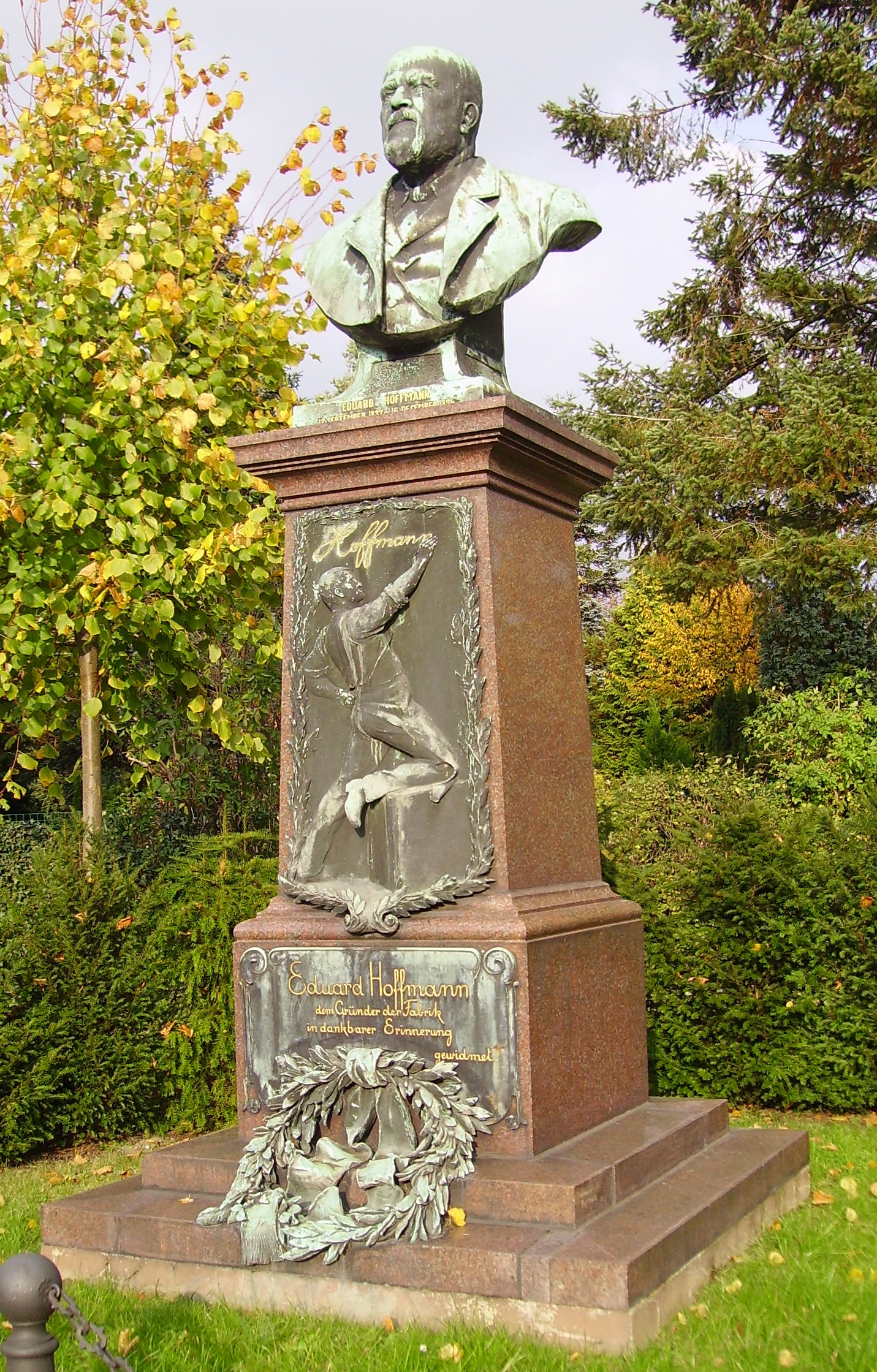
Das vom Berliner Bildhauer Boué gestaltete Eduard-Hoffmann-Denkmal in der Bad Salzufler Hoffmannstraße, gegenüber dem ehemaligen Werkstor der Hoffmann’s Stärkefabriken

Nach Aufenthalten in Nürnberg, Braunschweig, Magdeburg, Rehme und Minden zog der Kaufmann und Unternehmer Heinrich Salomon Hoffmann (* 1794 in Fürth; † 8. Mai 1852 in Salzuflen) 1850 nach Salzuflen, wo er im Januar auf dem Kuhkamp vor dem Ostertor mit dem Bau einer Kartoffelstärkefabrik begonnen hatte. Mit einem Arbeiter, Heinrich Bröker (1850–1899 im Unternehmen), einer Dampfmaschine von 8 PS und einem Göpelpferd eröffnete er am 29. September 1850 den Betrieb. Nach Einstellung sieben weiterer Arbeiter, Umstellung auf Weizenstärke und dem Bezug eines kleinen Wohnhauses am Fabrikgelände starb Hoffmann 1852; er hinterließ seine Ehefrau Friederike (* 1806; † 1882) und vier Kinder.
Unter der Leitung des erst zwanzigjährigen Eduard Hoffmann (* 12. September 1832; † 16. Dezember 1894), des vierten Sohns des verstorbenen Firmengründers, entwickelte sich die Stärkefabrik innerhalb weniger Jahre zu einem Großbetrieb, dem noch eine Kartonagen- und Pappenfabrik angegliedert wurde. Da aber in Salzuflen und der näheren Umgebung nicht genügend Arbeitskräfte zur Verfügung standen, musste die Firma den größten Teil der Arbeiter von außerhalb anwerben. Mit den zumeist katholischen Arbeitern, die ab 1863 in großer Zahl aus dem Eichsfeld nach Salzuflen zogen, wurde das bis dahin kaum spürbare Wachstum der Stadt Salzuflen merklich beschleunigt.
Am 1. Juli 1869 schlossen sich Eduard Hoffmann, sein Bruder Leberecht Fürchtegott (* 1827; † 1895) und der Schwager Pokrantz aus Bremen zu einer Handelsgesellschaft zusammen, die E. Hoffmann & Co hieß.

„Salzuflen. Von der Witwe Stärkefabricant Friederike Hoffmann hies. ist das ihr gehörige, unter der Firma „die Stärkefabrik bei Salzuflen“ betriebene Geschäft mit allen Activis und Passivis abgetreten an die Kaufleute:
    Carl Heinrich Friedrich Pokrantz zu Bremen,
    Lebrecht Fürchtegott Hoffmann in Bremen und
    Eduard August Hoffmann in Salzuflen.
Diese Drei haben zur Fortführung des Geschäfts der Stärkefabrication für gemeinschaftliche Rechnung eine offene Handelsgesellschaft errichtet. Die Handelsgesellschaft führt die Firma „E. Hoffmann & Co.“ hat ihren Sitz in Salzuflen und beginnt am heutigen Tage. Alle drei Gesellschafter sind zur Geschäftsführung nach dem Handelsgesetzbuche berechtigt; jedoch ist der Eduard August Hoffmann zur Besorgung der laufenden Geschäfte allein verpflichtet. Es ist die Firma „E. Hoffmann & Co.“ zufolge Verfügung vom heutigen Tage in das Gesellschafts=Register pag. 2 eingetragen. Die Firma „die Stärkefabrik bei Salzuflen“ und die von der Witwe Stärkefabricant Friederike Hoffmann ihrem Sohne Eduard Hoffmann ertheilte Procura sind erloschen, was bzw. pag. 5 des Firmen=Registers pag. 1 des Procuren-Registers bemerkt worden ist.
 Salzuflen am 1. Juli 1869.    Das Stadtgericht.  Gevekoht.“

Der Reis verdrängte, nachdem dessen Einfuhr zur Stärkeherstellung gänzlich zollfrei geworden war, ab dem 1. Oktober 1870 Kartoffeln, Mais und Weizen. Die Firma nannte sich „Reisstärkefabrik“. Im Jahr 1876 wurde die Katze als Schutzmarke eingetragen und 1887 erfolgte die Umwandlung in eine Aktiengesellschaft mit fünf Millionen Goldmark Grundkapital.

„Die nach 1880 zum größten europäischen Stärkeproduzenten aufgestiegene Firma beschäftigte um die Jahrhundertwende zirka 1.200 Mitarbeiter und war damit nicht nur das leistungsstärkste Wirtschaftsunternehmen in Salzuflen, sondern darüber hinaus auch in Lippe. Hoffman’s Stärkefabriken konnten zwar auch nach 1900 das hohe Leistungsniveau aufrecht erhalten, die überragende Stellung im wirtschaftlichen Gefüge der Stadt musste aber seit 1913/14 mit dem Sole-Thermalbad geteilt werden.“

Hoffmann’s Stärkefabriken waren während des Zweiten Weltkriegs von Zerstörungen verschont geblieben. Da auch keine Demontagen erfolgten und nur wenige Teile des Werks als Unterkünfte der britischen Besatzungsmacht beschlagnahmt wurden, lief die Produktion bereits im Sommer 1945 wieder an. 1948 wurde die Produktion von Kartoffelstärke, 1950 die Reisstärkeproduktion wieder aufgenommen.
Die Ciba-Geigy AG aus Basel übernahm 1981 die Aktienmehrheit, 1985 erfolgte die Übernahme durch die englische Firma Reckitt & Colman PLC, die die Produktion am Salzufler Standort 1990 einstellte. Der Vertrieb der Hoffmann’s-Produkte erfolgt heute durch die Firma Reckitt aus dem englischen Slough.

### Name des Unternehmens
- Stärke-Fabrik bei Salzuflen, ab 29. September 1850
- E. Hoffmann & Co., ab 1. Juli 1869
- E. Hoffmann & Co. KG, ab 1. Januar 1875
- E. Hoffmann & Co. KG aA, ab 17. März 1881
- Hoffmann’s Stärkefabriken AG, ab 1. Januar 1887

### Mitarbeiter
Die zahlenmäßig größte Gruppe der Hoffmann’schen Arbeiterschaft bestand aus Ungelernten, die einfach(st)e Arbeitsabläufe in der Stärkeproduktion verrichteten.
Für die ersten Jahre des Unternehmens liegen keine verlässlichen Mitarbeiterzahlen vor. Von anfangs „sechs oder sieben Mann und zwei Mädchen (…) bzw. 24 bis 27 Männern und 12 Mädchen in den Jahren 1861/1862“ bis zu etwa 150 Beschäftigten im Jahre 1870 waren es immer nur nicht bestätigte Zahlen. Erst für 1875, am 1. Dezember, belegt das Amtsblatt des Fürstenthums Lippe eine Gesamtheit von 386 Mitarbeitern. Für die Jahre 1880 bis 1914 (* vor Kriegsbeginn) liegen bestätigte Zahlen im Jahresmittel vor:
|       | Erwachsene männl. | Erwachsene männl. | Erwachsene weibl. | Erwachsene weibl. | Jugendliche männl. | Jugendliche männl. | Jugendliche weibl. | Jugendliche weibl. | insgesamt  | insgesamt |
| Jahr  | Anzahl            | in %              | Anzahl            | in %              | Anzahl             | in %               | Anzahl             | in %               | Gesamtzahl | in %      |
| 1880  | 650               | 57,3              | 359               | 31,7              | 85                 | 7,5                | 40                 | 3,5                | 1.134      | 100       |
| 1885  | 623               | 56,7              | 354               | 32,3              | 85                 | 7,7                | 36                 | 3,3                | 1.098      | 100       |
| 1890  | 591               | 56,9              | 362               | 34,9              | 57                 | 5,5                | 28                 | 2,7                | 1.038      | 100       |
| 1900  | 790               | 67,6              | 246               | 21,1              | 49                 | 4,2                | 83                 | 7,1                | 1.168      | 100       |
| 1905  | 682               | 65,4              | 230               | 22,1              | 63                 | 6,0                | 68                 | 6,5                | 1.043      | 100       |
| 1910  | 678               | 69,5              | 213               | 21,9              | 47                 | 4,8                | 37                 | 3,8                | 975        | 100       |
| 1914* | 672               | 70,4              | 175               | 18,3              | 28                 | 2,9                | 80                 | 8,4                | 955        | 100       |

Im Jahr 1886 lag die Zahl der Mitarbeiter einmalig über 1.200, ansonsten immer um die 1.000er-Grenze, die durch die zunehmende Technisierung des Betriebs ab 1908 nicht mehr überschritten wurde.
In der Zeit nach dem Ersten Weltkrieg kam es zu einem massiven Stellenabbau bei Hoffmann’s Stärkefabriken: Ende 1921 arbeiteten 1.055 Arbeiter und Angestellte für das Unternehmen, ein Jahr später waren es noch 856 und Ende 1923 gar nur noch 695 Beschäftigte.
Der Großteil der Belegschaft blieb dem Unternehmen über viele Jahre hinweg, teils „lebenslang“ treu. So waren im Jahr 1900 45 Mitarbeiter 25 oder mehr Jahre bei Hoffmann’s beschäftigt (4 %); fünf Jahre später, 1905, waren es schon neun Frauen und 106 Männer (11 %).
Als Heinrich Bröker 1899 starb, er war der „letzte Ueberlebende aus der Zeit der Gründung der Stärkefabrik“, erhielt er vom Unternehmen eine Grabstätte mit Gedenkstein, die bis in die 1980er Jahre auch auf Firmenkosten gepflegt wurde.

#### Streik
In der langjährigen Geschichte des Unternehmens kam es nur einmal zu einem Streik: Nachdem ein Schlichterspruch am 1. Februar 1924 zurückgewiesen worden war, begann die Arbeiterschaft am 4. Februar 1924 zu streiken. Grund waren die Forderungen nach Erhöhung des Stundenlohns von 30 Pfennig auf 40 Pfennig und die Rückkehr von der 55-Stunden-Woche zur 48-Stunden-Woche. Die Firmenleitung reagierte mit fristlosen Entlassungen für über 90 Prozent der Beschäftigten. Nach einer Urabstimmung am 16. Februar brach der Streik in den folgenden Tagen in sich zusammen. In den Wochen danach wurde die Belegschaft schrittweise wieder auf den Stand vom 4. Februar aufgebaut.

### Niederlassungen
Um die französischen Verzollungen zu umgehen, gründete Eduard Hoffmann 1883 in Paris und 1885 in Nantes eine eigene Kartonagenfabrik. Im Jahr 1901 wurde ein Zweigbetrieb im nordfranzösischen Marcoing gegründet, der 1914 zerstört und 1919, nach dem Ersten Weltkrieg, wieder aufgelöst wurde. 1909, nur vier Jahre nach seiner Gründung, wurde ein weiterer Zweigbetrieb im italienischen Bovisa bei Mailand verkauft.

### Tochterunternehmen
1919 wurden die Bega-Werke, benannt nach der am Grundstück vorbeifließenden Bega, gegründet, eine Druckerei und ein Großbetrieb für die Papierverarbeitung. Faltschachteln und Hartpapierdosen gehörten ebenso zum Lieferprogramm wie das 1921 gedruckte Notgeld der Stadt Bad Salzuflen (siehe unten). 1928 wurden die Bega-Werke zu einer einhundertprozentigen Tochter der Hoffmann’s Stärkefabriken.

## Geschäftsberichte
Für das Jahr 1904 beschreibt der Aufsichtsrat einschließlich des Vortrags von 1903 (95.149,19 Mark) einen Reingewinn von 865.284,64 Mark. Davon wurden 516.000 Mark als 4 %-Dividende und 8 %-Sonderdividende an die Aktionäre ausgeschüttet, 40.000 Mark für Extra-Abschreibungen und 65.000 Mark als Tantieme an den Aufsichtsrat gebucht. 74.111,50 Mark kamen unter anderem den Fonds für die Wohlfahrtseinrichtungen, der Pensions- und Unterstützungskasse und der Fabrik-Krankenkasse zugute.

## Das Werk

### Produktion

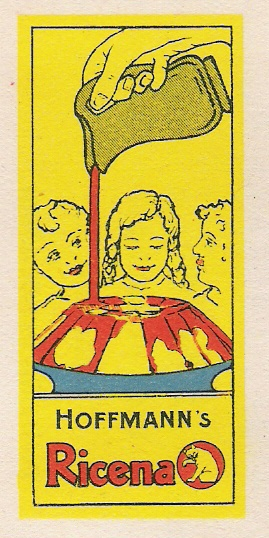
Werbung für RICENA

Werbebeilage, an Struwwelpeter orientiert

Im Werk der Hoffmann’s Stärkefabriken verfolgte man die Herstellung und Verfeinerung von Wäschestärke (auch Wäschesteife) und Speisestärke.
Mit Wäschestärke behandelten Hoffmann’s Endverbraucher nach dem Waschen das Gewebe von Wäsche- und Kleidungsstücken. Gestärkt wurden vor allem Kragen und Manschetten von Herrenhemden, Rüschen an Blusen, Schürzen, Bettwäsche, Gardinen und Tischdecken. Das Gewebe wurde dadurch gefestigt und in Form gebracht.
Speisestärke diente schon damals als Zutat bei zahlreichen Kochrezepten sowie in der Nahrungsmittelindustrie.

### Produkte der Hoffmann’s Stärkefabriken

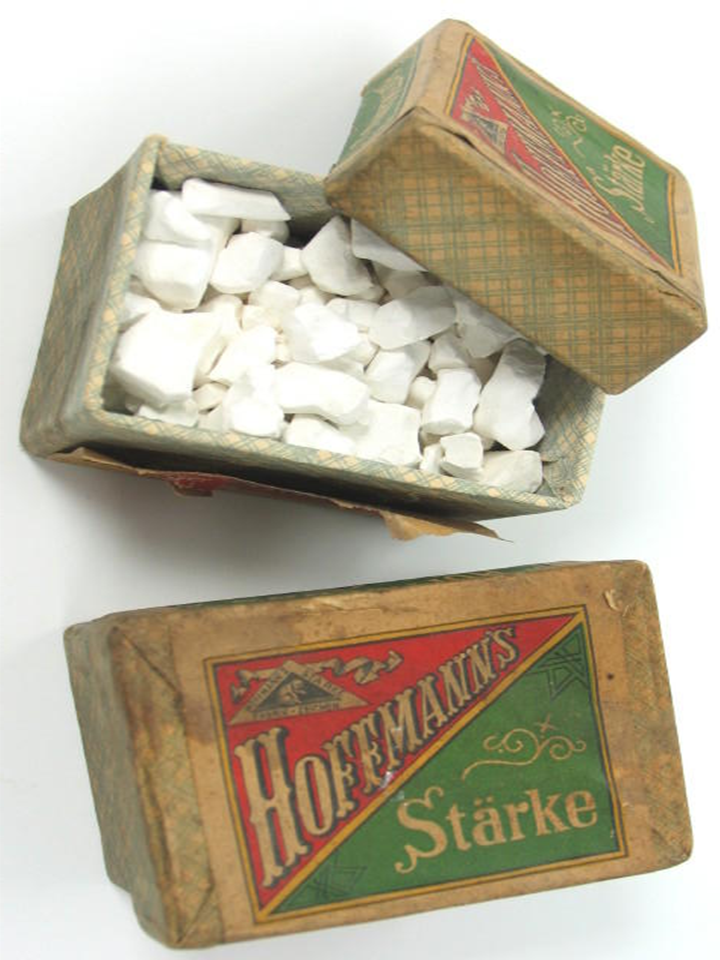
Hoffmann’s Stärke

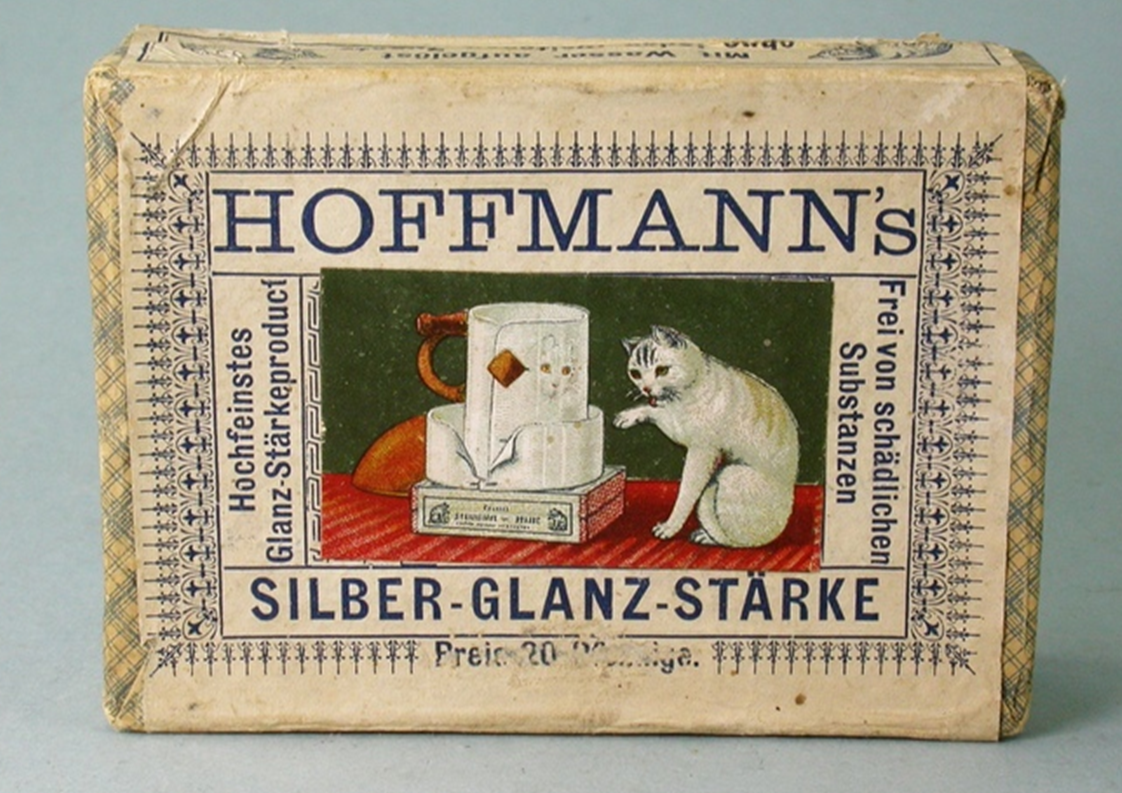
Silber-Glanz-Stärke

#### Patent-Stärke
Die „feinste Patent-Stärke (garantiert chemisch rein)“ wurde in Kartons zu 5 kg, 2 1⁄2 kg, 1 kg, 1⁄2 kg, 1⁄4 kg, 1⁄8 kg und 1⁄16 kg verkauft.

#### No. 1 Stücken-Stärke
Die „feinste No. 1 Stücken-Stärke“ wurde in Kartons zu 5 kg, 2 1⁄2 kg oder lose ausgeliefert.

#### Silber-Glanz-Stärke
Hoffmann’s Silber-Glanz-Stärke galt als „bestes Product zum Silber-Glanz-Plätten“. Die Wäsche erhielt „eine blendende Weisse mit silberartigem Glanz und elastisch steifem Appret“.
In einem Karton befanden sich vier kleine Päckchen Stärke. Ein Päckchen genügte um drei Oberhemden, drei Paar Manschetten und sechs Kragen zu stärken. Dazu musste der Inhalt eines Päckchens eine halbe Stunde vor Gebrauch in warmem Wasser (zwei volle Esslöffel), das in eine flache Schale gefüllt war, aufgelöst werden. Unmittelbar vor der Anwendung musste die Lösung nochmals umgerührt werden. Die zu stärkenden, trockenen Gegenstände tauchte man ein, drückte sie anschließend aus, zog sie in ihrer Form nach glatt und wickelte sie dann in ein trockenes Tuch, damit die Wäsche nicht zu trocken wurde. Um reine Plättwäsche zu erhalten, war eine reine, nicht gelb gebügelte Plättunterlage unbedingt erforderlich.

#### Hoffmann’s Farbige Stärke
Für rosa, violette, blaue oder grüne Wäschestücke.

#### Stärkesirup
Ab September 1948 wurde bei Hoffmann’s auch Stärkesirup hergestellt. Dieser wird vorwiegend in der industriellen Lebensmittelproduktion zum Süßen von Speisen und Getränken verwendet. Dadurch ist dieser Sirup eines der wichtigsten Produkte der Stärkeindustrie. Durch die enzymatische Aufspaltung der Stärke können süße Zucker nicht nur aus Zuckerrohr und Zuckerrüben, sondern auch aus ökonomischeren Pflanzen wie Mais (Maissirup), Kartoffeln und Weizen gewonnen werden, was heute großtechnisch im Prozess der Stärkeverzuckerung geschieht. In Energiegehalt und Wirkung ist der Glukosesirup ähnlich dem gewöhnlichen Haushaltszucker.

### Vertrieb

#### Das Logo

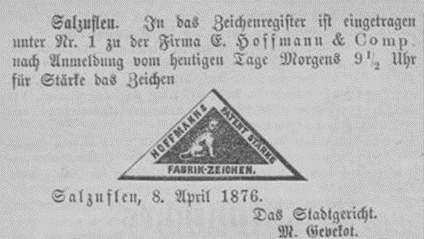
Erstes Warenzeichen (1876)

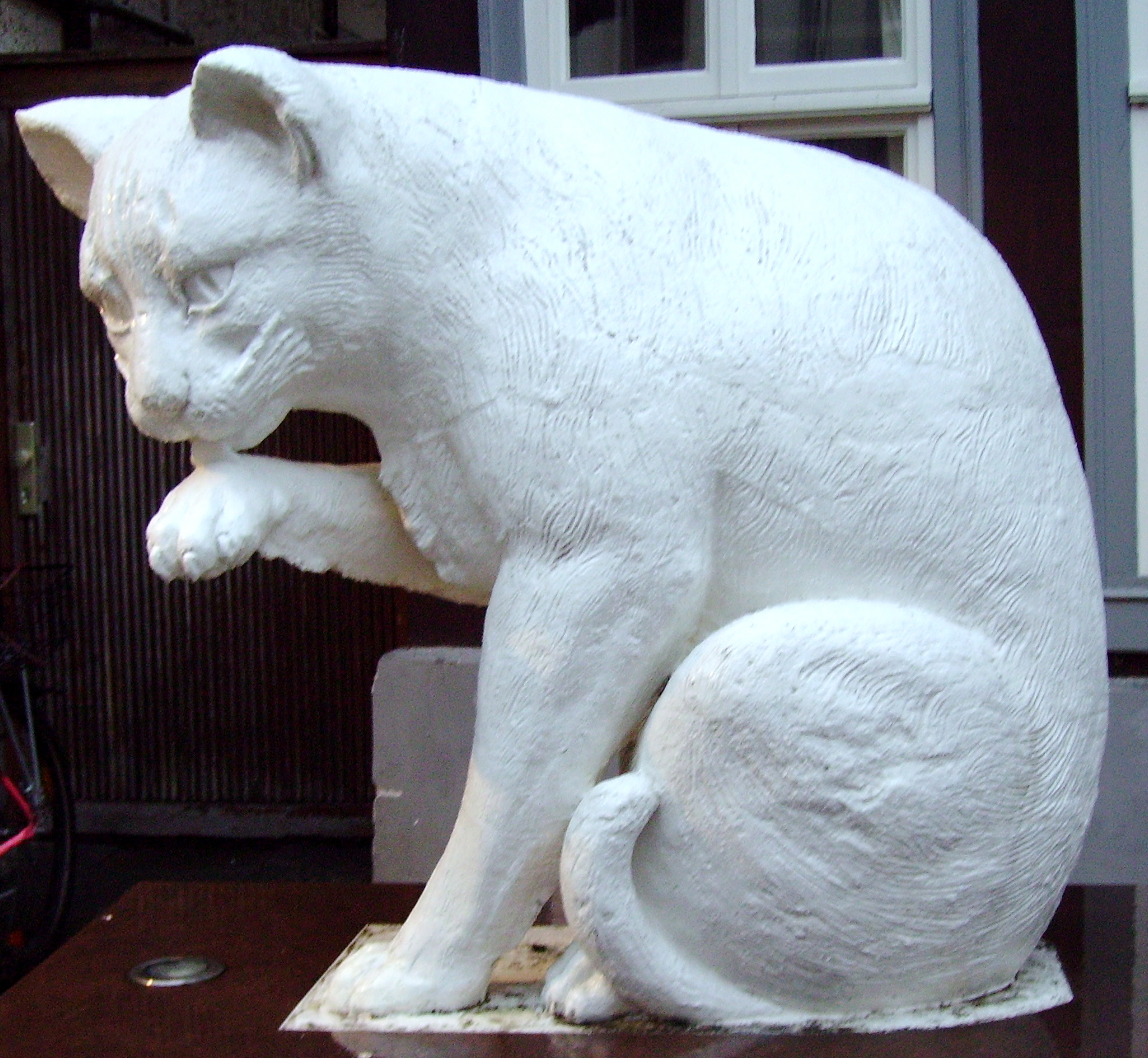
Hoffmann’s Katze

Die Katze – das Sinnbild für Reinlichkeit – ist seit ihrer Einführung als Werbezeichen untrennbar mit Hoffmann’s Stärkefabriken verbunden. Den Originalentwurf lieferte der als „Sächsischer Katzen-Raffael“ bezeichnete Fedor Flinzer (1832–1911). Er gilt heute als einer der bedeutendsten Illustratoren der Gründerjahre.
Am 8. April 1876 wurde die Schutzmarke „Katze“ in das Markenregister des Amtsgerichts Salzuflen eingetragen. Achtzehn Jahre später, am 26. Oktober 1894 wurde sie unter Nr. 30 in die Zeichenrolle des Reichspatentamtes übertragen, und seit dem 1. Dezember 1922 ist die Katze durch den Eintrag in das Internationale Register in Bern weltweit – in Frankreich zum Beispiel als Marque du „CHAT“ – geschützt.
Katzen wie im nebenstehenden Bild, teils bis zu zwei Meter hoch, wurden schon Anfang der 1930er Jahre für die verschiedensten Anlässe modelliert. So war 1933 ein Umzugswagen mit Katze und einem Plakat mit der Aufschrift
Der alte deutsche Hoffmann spricht:
„Ohne Stärke geht es nicht!“
während der „Deutschen Woche des Lipperlandes“, einer Werbewoche für deutsche Qualitätswaren, im Einsatz. Auch am 15. Juni 1939, bei einem Umzug anlässlich der „Westfalenfahrt der Alten Garde“, rollte der Wagen durch Bad Salzuflen. Zum 100-jährigen Bestehen des Unternehmens am 29. September 1950 wurde eine solche Katze auf einem mit Blumen geschmückten Podest im Hof der Hoffmann’s Stärkefabriken aufgestellt. Sie saß auch auf einem Festwagen, der zum 500. Jahrestag der Verleihung der Stadtrechte an Salzuflen am 29. Mai 1988 bei einem Festumzug durch die Salzufler Innenstadt mitfuhr.
Eine dritte Katze (siehe Bild) stand vor dem ehemaligen Bad Salzufler Stadt- und Bädermuseum in der Langen Straße.

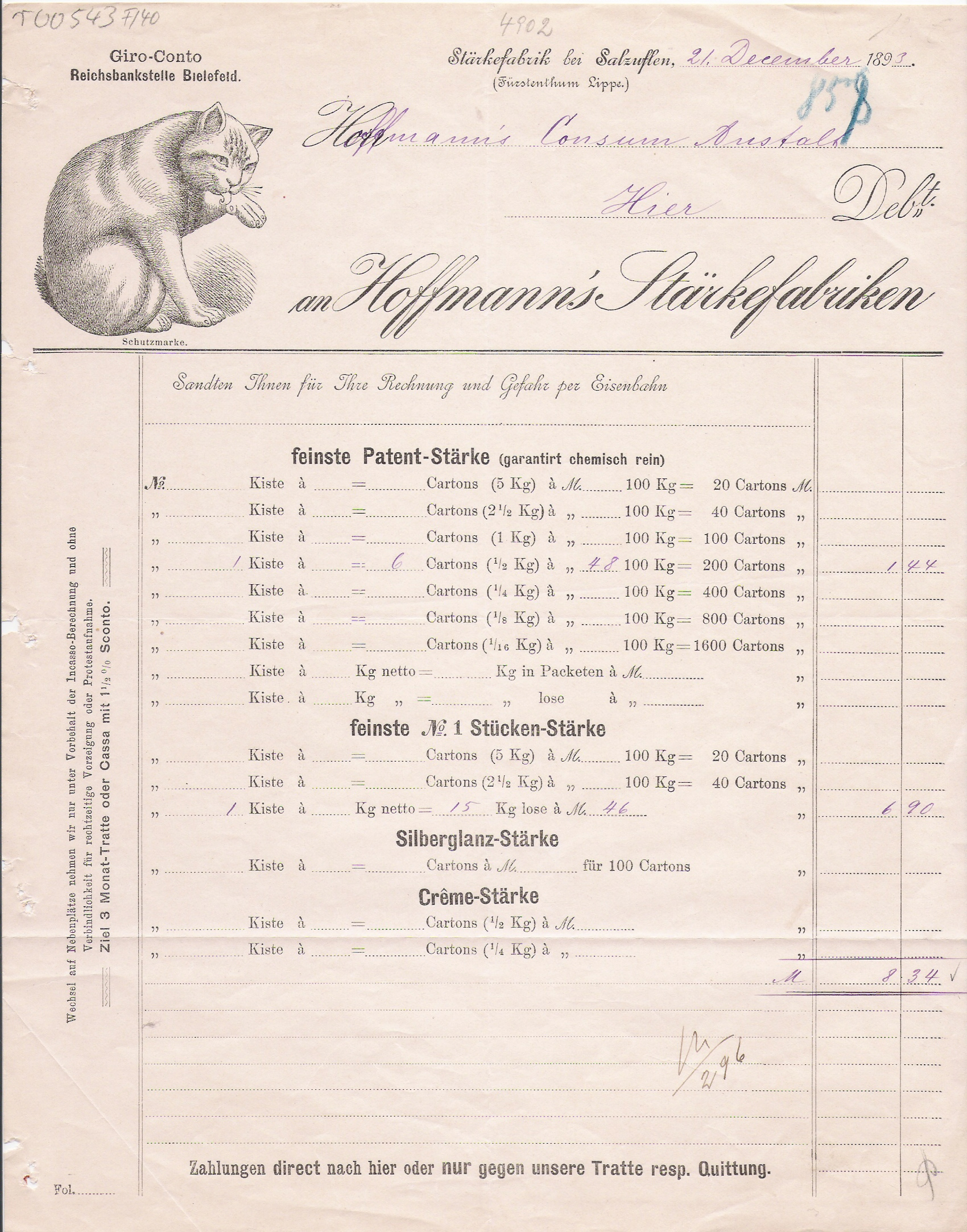
Rechnung von 1893
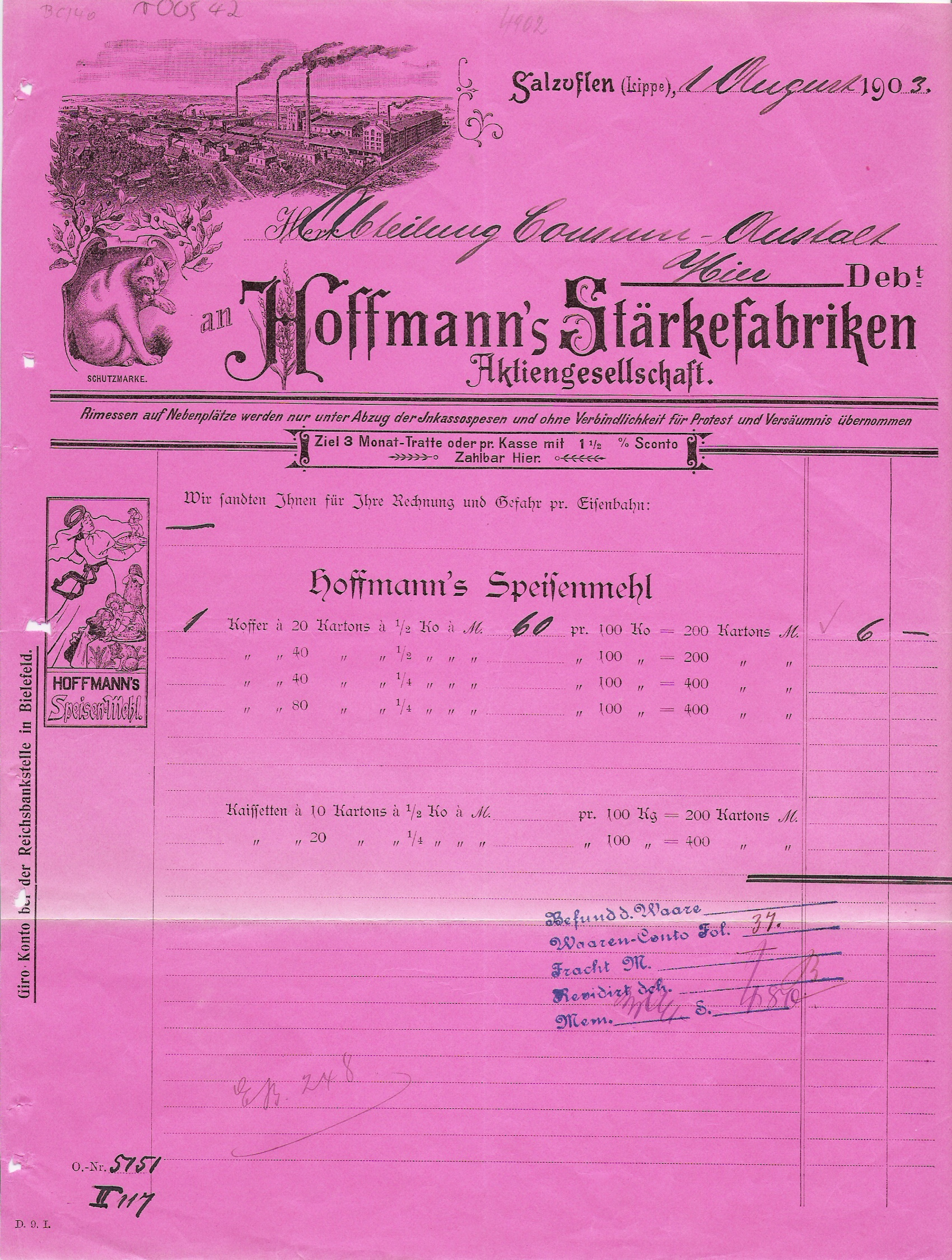
Rechnung von 1903

### Alte Ansichten

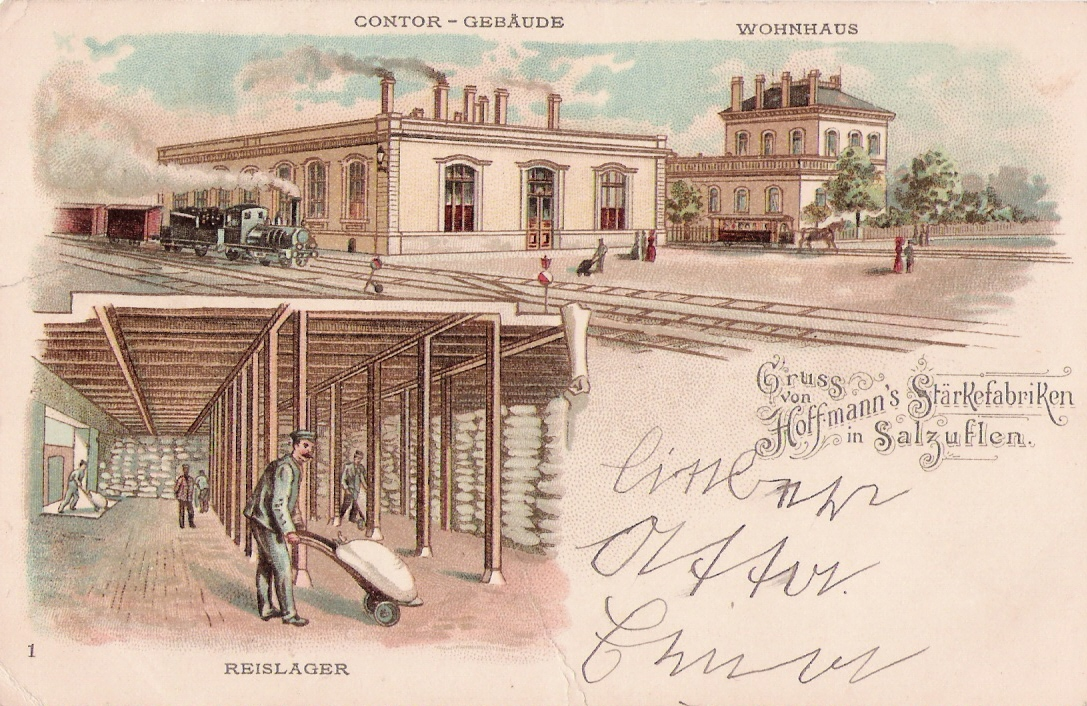
(1) Contor-Gebäude, Wohnhaus, Reislager
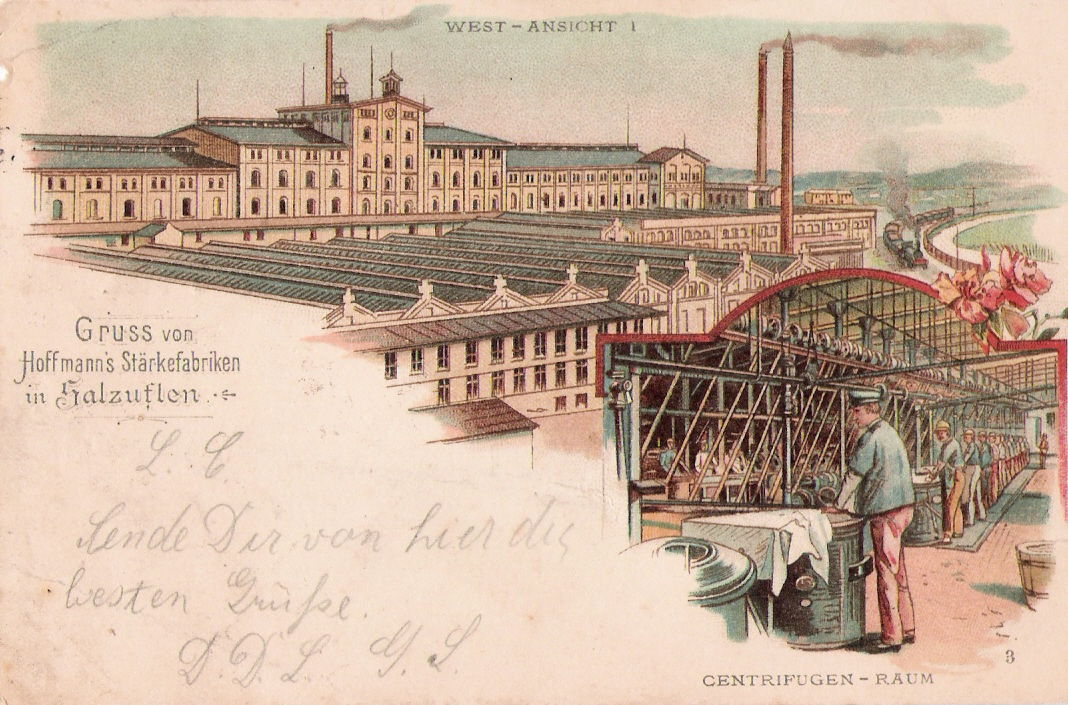
(3) West-Ansicht, Centrifugen-Raum
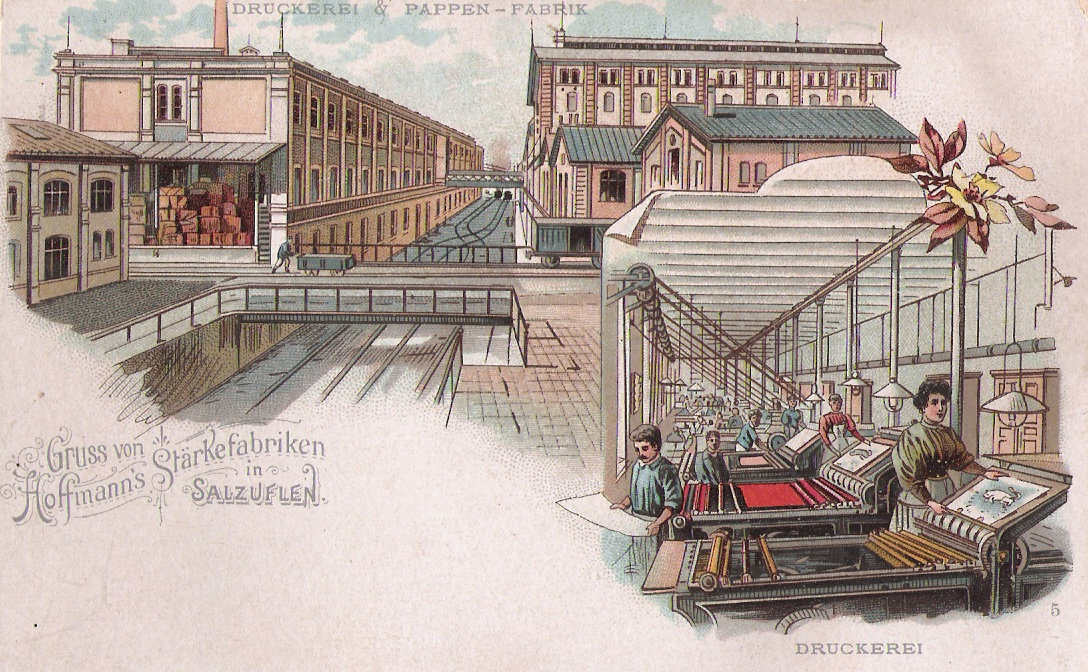
(5) Druckerei & Pappen-Fabrik
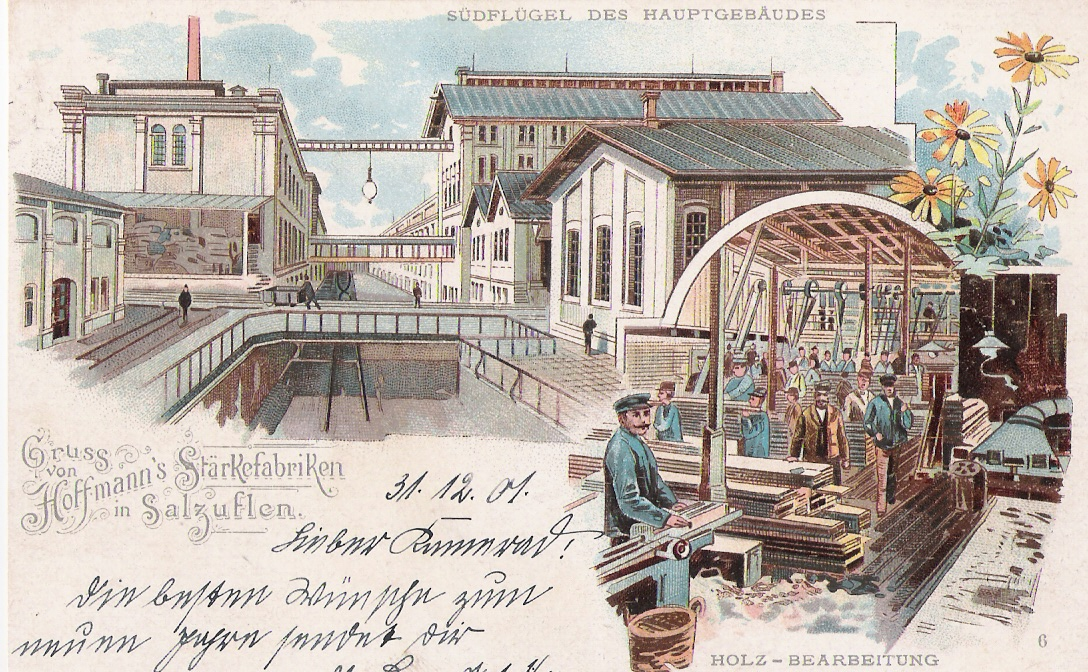
(6) Südflügel des Haupt- gebäudes, Holz-Bearbeitung
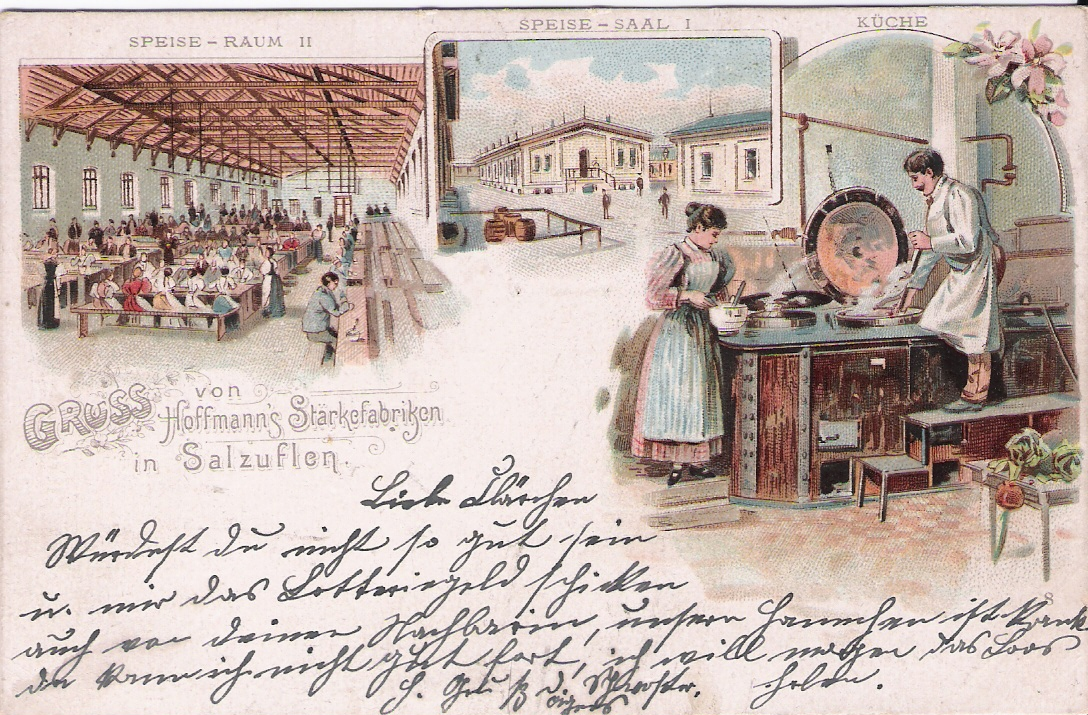
(8) Speise-Raum II, Speise-Saal I, Küche
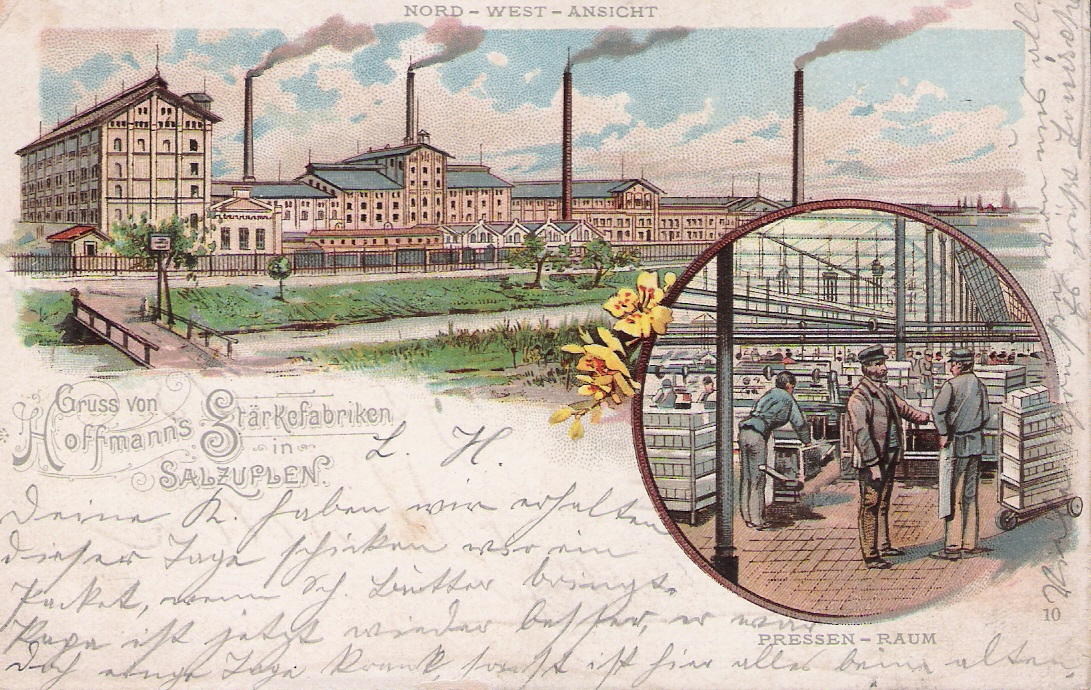
(10) Nord-West-Ansicht, Pressen-Raum
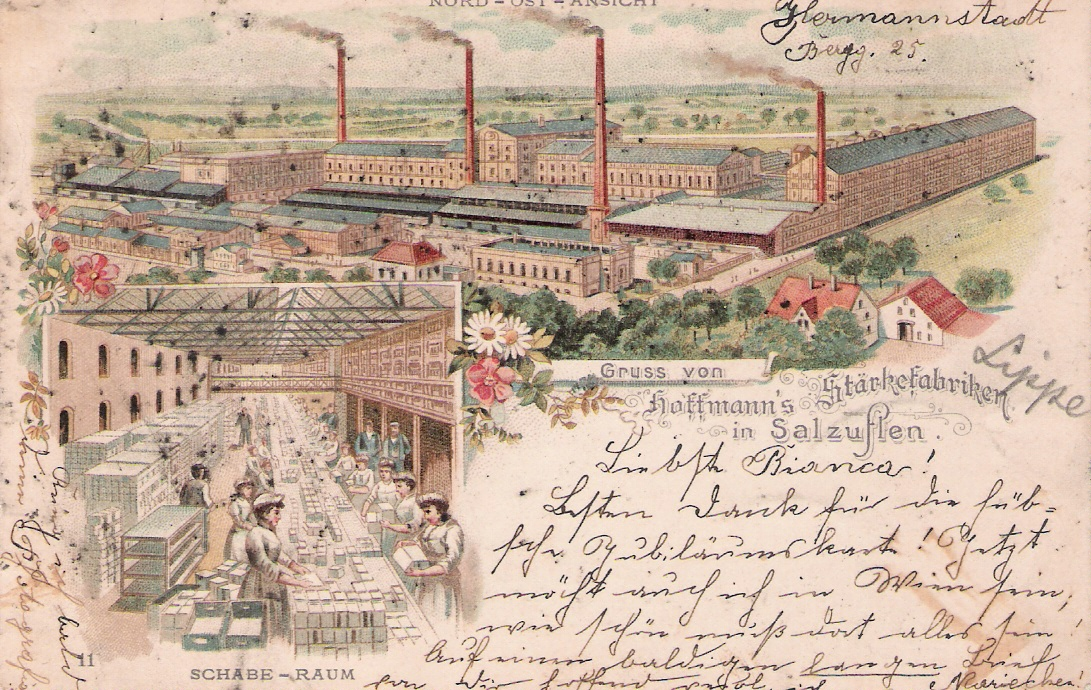
(11) Nord-Ost-Ansicht, Schabe-Raum
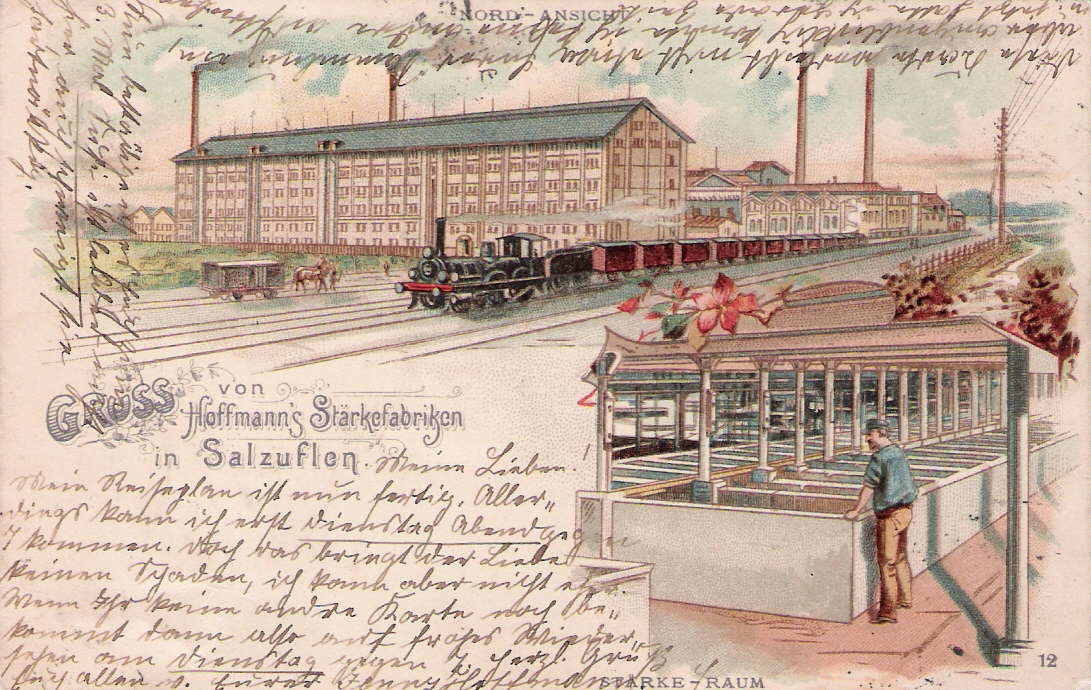
(12) Nord-Ansicht, Stärke-Raum

### Die Werkbahn
Durch die Gewährung eines eigenen Zuschusses in Höhe von 20.000 Talern für den Bau der Eisenbahnstrecke Herford-Lage-Detmold der Cöln-Mindener Eisenbahn-Gesellschaft und einem Werksanschluss durfte Hoffmann schon lange vor der Streckeneröffnung (1. Januar 1881) die Normalspur-Gleise mit Pferdebetrieb zum Transport von Rohmaterialien und Fertigfabrikaten nutzen.

#### Schmalspur
Innerhalb des Werksgeländes soll es seit 1881 eine pferdebetriebene Schmalspurbahn auf leichten Feldbahnschienen mit Stahlschwellen gegeben haben, die auch zum Bahnhof geführt hat.

### Sicherheit von Betrieb und Mitarbeitern

#### Die Werkfeuerwehr

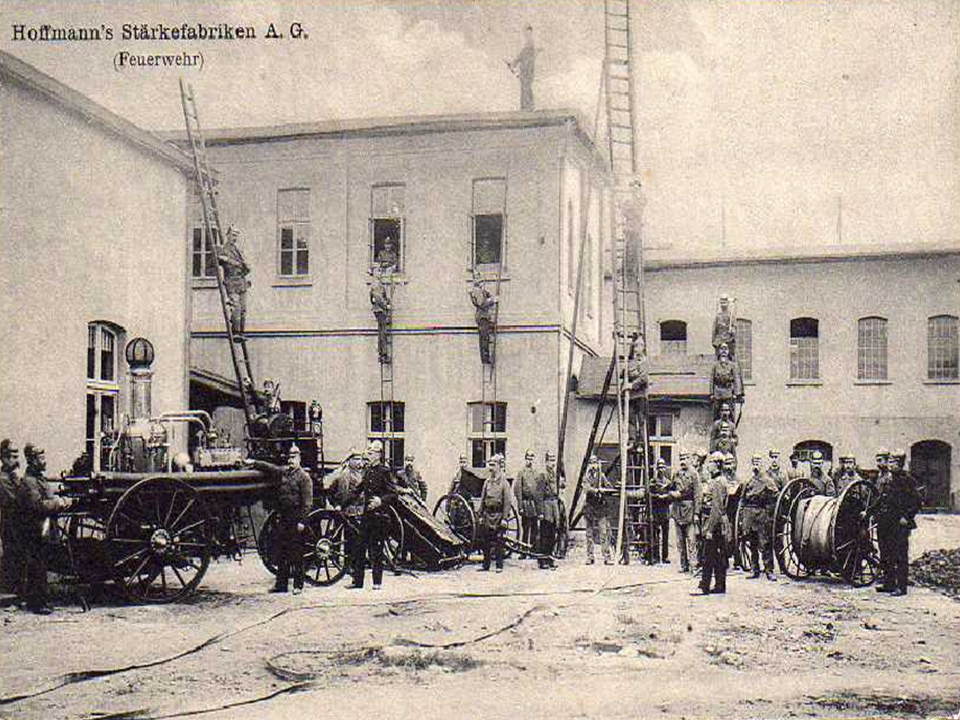
Übung der Werkfeuerwehr

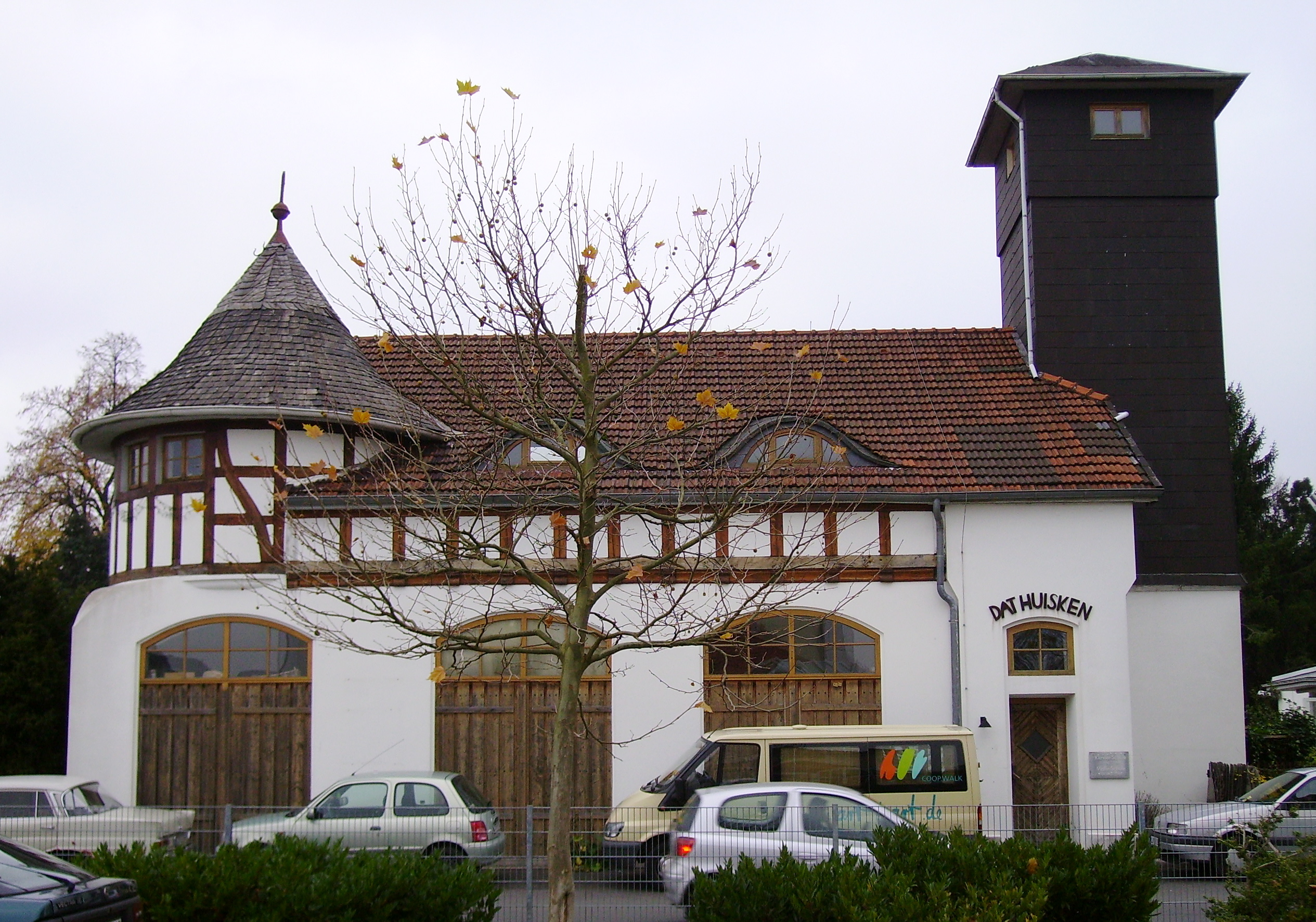
Ehemaliges Feuerwehrhaus Hoffmann’s Stärkefabrik

Zwei Großbrände, einer in der Nacht vom 12. auf den 13. März 1862, und besonders der in der Nacht vom 1. zum 2. Januar 1881 (der Brandschaden belief sich auf 2.208.273 Mark), bei denen der Betrieb jeweils fast vollständig zerstört wurde, führten zur Gründung einer werkseigenen Feuerwehr am 1. April 1882. In enger Zusammenarbeit mit Berufsfeuerwehren wurde ein sorgfältig durchorganisierter, selbstständiger Feuerschutz des Betriebes eingerichtet. Schon 1895 waren in allen Fabrikräumen der Stärkefabrik elektrische Feuermelder mit Alarmvorrichtungen installiert. Zur weiteren Ausrüstung der etwa 50 Mann starken Feuerwehr gehörten zum Beispiel drei große Dampfpumpen, ein Planet-Handlöscher, ein Rüstwagen mit fahrbarer Schiebeleiter, eine große Handspritze und 158 gefüllte Feuereimer.
Zu dieser Zeit pflegte die Hoffmann’sche Feuerwehr enge Beziehungen zu der Berufsfeuerwehr in Bremen, wo unter anderem Mitglieder der Werkfeuerwehr ausgebildet wurden. Auf Anregung des Direktors der Bremer Feuerwehr wurde zum Beispiel 1899 eine moderne Dampfpumpe angeschafft. Die Kosten in Höhe von ungefähr 21.000 Mark inklusive eines neuen Spritzenhauses wurden ohne weiteres von der Unternehmensleitung bewilligt.
Im Jahr 1900 wurde eine neue Hydrantenleitung im Werk verlegt. Nach einem weiteren Brand im Jahr 1926, der von der Werkfeuerwehr schon in der Entstehung erstickt worden war, wurde die Hoffmann’sche Feuerwehr mit Ausziehleiter, modernen Motorspritzen, chemischen Nassfeuerlöschern und selbsttätigen Feuermeldern in feuergefährdeten Räumen; Kübelspritzen ersetzen die Löscheimer. Zusätzlich erfolgte der Anschluss der Hydrantenleitung an das städtische Wassernetz und die Installation von vier Wasserentnahmestellen an Bega und Salze.
Bis in die Mitte der 1930er Jahre war die Werkfeuerwehr der Hoffmann’s Stärkefabriken die einzige ihrer Art in ganz Lippe.
1990 wurde die Feuerwehr aufgelöst.

#### Der Werkschutz
Aus der oben beschriebenen, vorbildlich organisierten Feuerwehr hat sich im Laufe der Jahre, besonders nach den Ereignissen des Ersten Weltkriegs, der Schutz des Betriebes und seiner Mitarbeiter gegen alle möglichen Gefahren entwickelt. Nach ersten Vorarbeiten 1932 umfasste der Werkschutz auch Luft- und Gasschutz. So besaß das Unternehmen dezentralisierte Luftschutzräume in damals modernster Ausführung (unter anderem Einrichtungen für Nachrichtenübermittlung und sanitätsdienstliche Hilfe) im ganzen Betrieb verteilt, und für die gesamte Belegschaft standen zwölf Luftschutzkeller zur Verfügung.
Um die jederzeitige Einsatzbereitschaft der regelmäßig im großen Saal geschulten Werkschutzmitarbeiter zu gewährleisten, stand ein großer, mit elektrischer Signaleinrichtung und Zeichengabe ausgestatteter Übungs- und Werkschutzplan zur Verfügung; die schnelle Verständigung aller Abteilungen des Werkschutzes sowie dieser mit den Behörden war selbstverständlich. Das gesamte aktive und in drei Schichten tätige erfasste Personal war listenmäßig geführt und in einer Luftschutz-Personalkartei in folgende Dienststellen unterteilt:
- Werkschutzleiter und Stellvertreter
  - Meldegänger und Fernsprechpersonal
  - Ordner
  - Werkpolizei
  - Pförtner
    - Beobachtungsposten

  - Werkfeuerwehr
    - Brandwachen

  - Werksanitätsdienst
  - Störungstrupp
    - Wiederherstellungstrupp

  - Gasprüfer
    - Entgifter

  - Notbelegschaft

Der Werkschutz der Hoffmann’s Stärkefabriken setzte mit seiner für damalige Verhältnisse mustergültig ausgestatteten Einrichtung hohe Maßstäbe, die für viele ähnliche Einrichtungen im ostwestfälischen Raum als Vorbild und für Ausbildungskurse genutzt wurden.

### Das Werksgelände heute

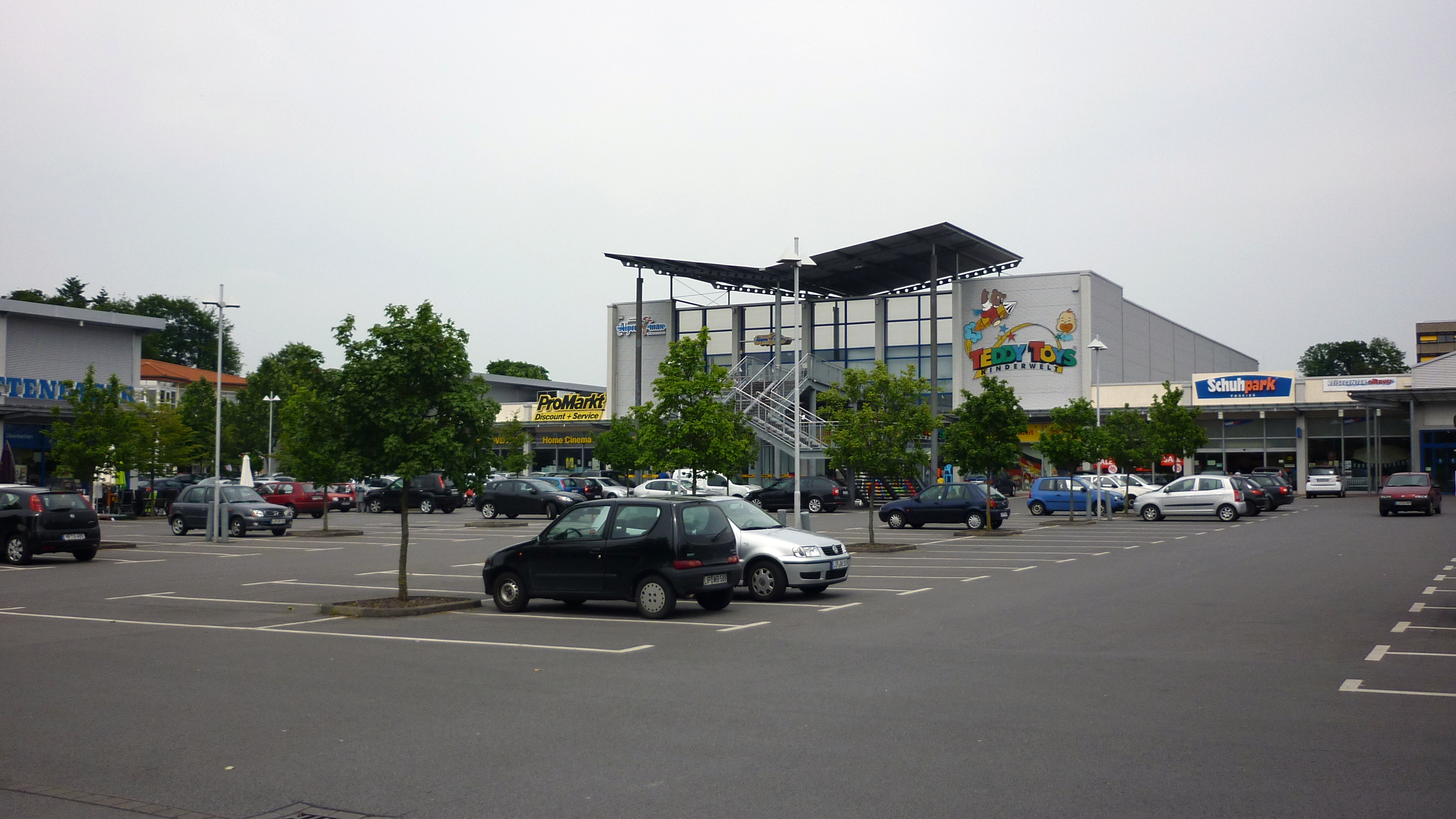
Einkaufszentrum an der Hoffmannstraße auf dem ehemaligen Fabrikgelände

Der überwiegende Teil der Werksgebäude wurde abgerissen. Das Gelände dient heute als Einkaufszentrum mit mehreren großflächigen Verkaufshäusern. Angesiedelt haben sich unter anderem Edeka (Marktkauf), ein Schuh-, Betten- und Spielwarenhandel sowie ein Fachhandel für Unterhaltungselektronik.

## Wohlfahrtseinrichtungen

### Betriebliche Sozialeinrichtungen

#### Die Fabrik- bzw. Betriebskrankenkasse
Schon zwölf Jahre vor Einführung der gesetzlichen Krankenversicherung und fünf Jahre vor Gründung des Deutschen Reichs, seit dem 1. Januar 1871, kamen die Mitarbeiter der Hoffmann’s Stärkefabriken in den Genuss der Sozialversicherung. Im „Statut für die Kranken-Kasse der Stärke-Fabrik bei Salzuflen betreffend die Beamten und Arbeiter“ zeigen sich keine großen Unterschiede gegenüber einer heutigen, modernen Krankenkasse: Freie Arznei, freie Kur, Geldunterstützung während der Arbeitsunfähigkeit und ein Sterbegeld waren den Mitarbeitern zugesichert.
Mit Einführung der Bismarckschen Sozialgesetzgebung arbeitete die Einrichtung ab 1885 als gesetzliche Betriebskrankenkasse weiter. Das bisher angesammelte Vermögen von 14.902,86 Mark wurde der Werks-Pensions- und Unterstützungskasse (siehe unten) überwiesen.
Krankenfälle von den Gesamtmitgliedern und durchschnittliche Dauer der Krankheit
- 1885: 43 % männliche / 18 Tage – 48 % weibliche / 19 Tage
- 1900: 39 % männliche / 25 Tage – 32 % weibliche / 19 Tage
- 1913: 32 % männliche / 31 Tage – 23 % weibliche / 41 Tage
- 1925: 31 % männliche / 36 Tage – 64 % weibliche / 35 Tage
- 1935: 18 % männliche / 32 Tage – 25 % weibliche / 22 Tage

Im Jahr 1993 wurde die Betriebskrankenkasse endgültig aufgelöst.

#### Die Pensions- und Unterstützungskasse
Mit Zustimmung aller 70 Mitglieder der Generalversammlung zu einer Pensions- und Unterstützungskasse wurde diese am 7. Dezember 1879 gegründet. Am 1. Januar 1880 nahm sie ihre Tätigkeit auf, und schon am 10. Februar wurde das Statut vom Magistrat polizeilich genehmigt. Nach §1 der Satzung lautete der offizielle Name „Beamten- und Arbeiter-Unterstützungs- und Altersversorgungs-Kasse der Stärkefabrik bei Salzuflen“. Allen im Dienst des Unternehmens stehenden Personen und deren Angehörigen sollte aus dieser Kasse bei eintretender Hilfsbedürftigkeit die Existenz gesichert werden. Die Pensions- und Unterstützungskasse geht ab dem 1. Januar 2015 in die „Kölner Pensionskasse“ auf.

#### Das Hoffmann-Stift

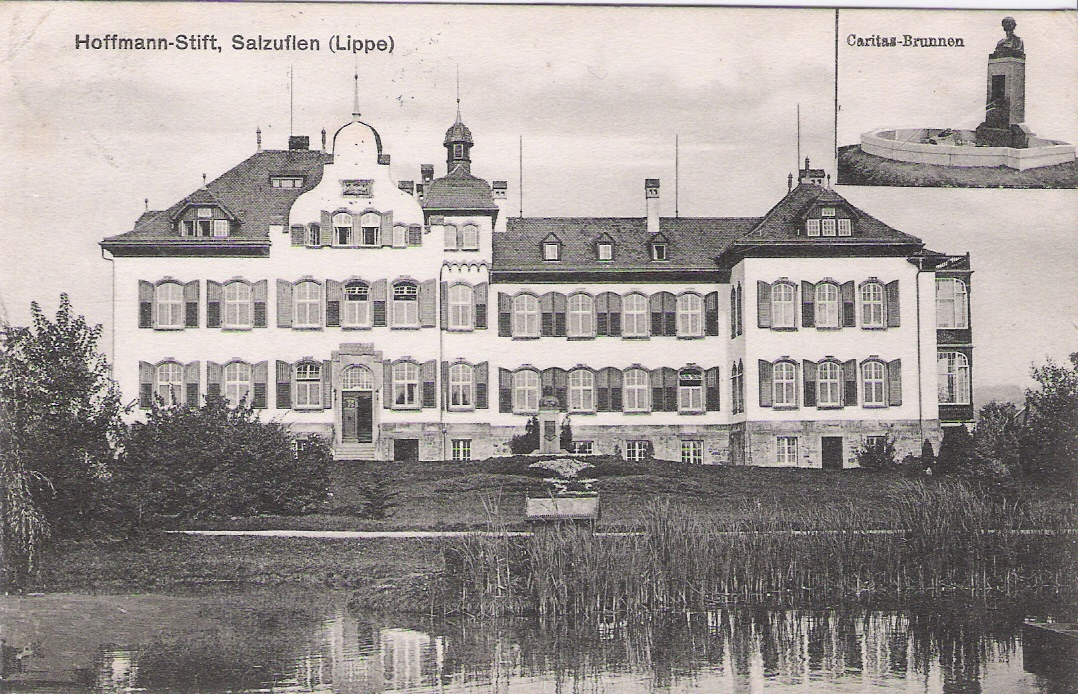
Hoffmann-Stift

Zum 50-jährigen Bestehen im Jahre 1900 fand der weitgehende Ausbau der Wohlfahrtseinrichtungen seine Krönung in der Stiftung eines eigenen Krankenhauses, des „Hoffmann-Stifts“. 1896 war der Bau beschlossen worden, 15.000 Mark wurden in die Bilanz eingesetzt. Mit aus den Reingewinnen zurückgestellten Beträgen in Höhe von 40.000 Mark (1897) und 45.000 Mark (1898) stieg der Betrag auf 100.000 Mark. Im Jahre 1900 betrug die Rückstellung 250.000 Mark.
Für das etwa sechs Hektar große Grundstück an der heutigen Rudolf-Brandes-Allee mussten 27.430,58 Mark bezahlt werden, die Gartenanlagen schlugen mit 12.968,71 Mark zu Buche. Der Bau selbst kostete 160.161,18 Mark, zu denen noch 27.310,81 Mark für die Inneneinrichtung kamen, so dass sich die Gesamtkosten auf 227.871,28 Mark beliefen. Vor dem Stift wurde der von der Stadt zur Einweihung gestiftete Caritas-Brunnen errichtet.
Leberecht Hoffmann sprach bei der Einweihung des Krankenhauses: „(…) Dank unserem Aufsichtsrat, der opferfreudig der Anregung folgte und der Fabrikleitung die Mittel in die Hand gab, mit denen ein so schöner, stolzer Bau errichtet werden konnte. (…) Wer vieles bringt, wird manchem etwas bringen, so haben wir gedacht, und wir werden arbeiten, auf daß kein Stillstand einzutreten braucht in den Bestrebungen um die Besserung der Lebensqualität unserer großen Arbeiterschaft.“
Am 19. Dezember 1919 schlossen die Hoffmann’s Stärkefabriken mit der Stadt Bad Salzuflen und der Ortskrankenkasse einen Vertrag, der ihnen die Überweisung ihrer Patienten in das Hoffmann-Stift zusicherte.
Leiter des Hoffmann-Stifts:
- Sanitätsrat Strunk, 1900 bis 1931
- Oberschwester Magdalene, 1931 bis ????

1965 wurde das Gebäude verpachtet und bis zu seiner Schließung und dem folgenden Abriss im Jahr 1976 als Pflegeheim genutzt. Heute befindet sich an der Stelle des ehemaligen Stifts der Parkplatz des davor errichteten neuen Rathauses.

### Erleichterungen zur Befriedigung der Lebensbedürfnisse

#### Werks- und Dienstwohnungen
Wie im Abschnitt „Geschichte“ erwähnt, war das Unternehmen auf die Heranziehung auswärtiger Arbeitskräfte angewiesen. Um diese, insbesondere die Facharbeiter, zu halten, wurden im Auftrag der Hoffmann’s Stärkefabriken ab etwa 1870 Werks- und Dienstwohnungen für die Mitarbeiter errichtet. Man begann mit Wohnbauten, ausgestattet mit Wohn- und Schlafsälen, Küche und Speisesaal für bis zu 180 unverheiratete Arbeiter und ersten einzelnen Wohnhäusern an der Hoffmannstraße. Doppelwohnhäuser folgten Ende der 1870er Jahre auf eigenen Grundstücken an der Ahornstraße und 1884 das Direktorenhaus am Eingang des Werkgeländes. Weitere Bauten folgten ab 1890 bis 1900 an der Rudolph-Brandes-Allee. Während der Inflationszeit entstanden Doppelwohnhäuser unter anderem an der Riestestraße. Hinzu kamen Häuser, die käuflich erworben wurden, zum Beispiel an der Bahnhofstraße; sie dienten nach Um- und Ausbauten für Hausmeister-, Pförtner-, Kutscher- und Lehrlingswohnungen oder als Gästeheim.
Die Vergabe der Wohnungen und Häuser erfolgte nach verschiedenen Kriterien: Wohnungen in der Nähe der Fabrik erhielten die Mitarbeiter des Werkschutzes, der Werkfeuerwehr oder aber auch Reparaturmeister (schnelle Verfügbarkeit). Leitende kaufmännische Angestellte, Techniker und Chemiker erhielten die Beamtenwohnhäuser. Des Weiteren waren Leistung, Verdienste und Betriebszugehörigkeit von entscheidender Bedeutung bei der Vergabe.
Die Werkswohnungen standen den Mitarbeitern verbilligt zur Verfügung; Dienstwohnungen waren mietfrei, weil sie zu den betreffenden Positionen der Mitarbeiter gehörten.

#### Hoffmann’s Konsumanstalt
Um den Mitarbeitern zeitraubende Umwege zu ersparen (die Arbeiter wohnten teilweise auf dem Lande, Salzuflen hatte noch keinen ausgeprägten Einzelhandel, und die Stärkefabrik lag außerhalb der Stadt), gründete Eduard Hoffmann 1879 die „Hoffmann’s Consum-Anstalt“. Seine über 1000 Arbeiter sollten mit allen Verbrauchsgütern unter Verhütung sonst häufiger Preisschwankungen versorgt werden. Der Bekleidungsbedarf wurde durch eine Manufakturwarenabteilung mit eigener Schneiderei gedeckt, Schuhe wurden ebenso im Laden geführt, wie Haushaltsgegenstände aus Eisen, Emaille, Steingut und Porzellan und Genussmittel wie Tabak, Zigarren, Mineralwasser und alkoholische Getränke; für den Kleinhandel mit Branntwein war eine besondere Konzession eingeholt worden. Bald darauf wurde der Konsumanstalt eine Bäckerei angegliedert.
Nach anfänglichen Erfolgen – der Umsatz war zeitweise höher als der aller Salzufler Einzelhändler zusammen! – kam es schon bald zu ersten Kritiken der Salzufler Kaufleute, so dass 1884 der Brotverkauf eingeschränkt werden musste. 1889 wurde die Manufakturwarenabteilung aufgegeben und die Schneiderei an den bisher dort beschäftigten Schneidermeister verpachtet. Die Gründung des Zentralverbandes deutscher Konsumvereine brachte den wirtschaftlichen Grund für den langsamen Rückgang der Hoffmann’schen Konsumanstalt, das Jahr 1911 brachte zum ersten Mal Verluste für die Konsumanstalt. Die Anstalt wurde in den Nachkriegsjahren zu einem Zuschuss-Betrieb. In den Jahren eines besonders hohen Verlustes, 1927/1928, wurde auch die Bäckerei endgültig aufgegeben, 1934 schloss das Geschäft mit den Haushaltsartikeln und 1961 die Kaffeerösterei. So blieb nur noch die ursprüngliche Kolonialwarenabteilung mit der ihr angegliederten Kantine „Zur Quelle“. Am 31. Juli 1981 erfolgte die endgültige Schließung.

#### Verschönerungen der Arbeitsplätze und Arbeitspausen
Sowohl die Speisesäle, das am 30. Juni 1935 eingeweihte „Kameradschaftshaus“ mit „Zentralheizung und bequemen Stühlen, moderner Toilettenanlage, Radioapparaten und Filmprojektor“, und die anstelle der 1936 abgebrochenen Wohnkasernen errichtete Grünanlage dienten der „Stärkung der Betriebsgemeinschaft, der Pflege der Kameradschaft und der Erholung in den Arbeitspausen“.
Dem Firmensymbol entsprechend – die Katze stand für Sauberkeit und Ordnung – waren auch die Fabrikgebäude in „schmucker weißer“ Farbe gestrichen, die Hofräume ordentlich gepflastert, immer sauber und aufgeräumt und die Aufenthaltsräume, Umkleiden und Toilettenräume immer vorzeigbar.
Dementsprechende Worte fasste Generaldirektor Otto Künne: „Das Unternehmen soll für alle seine Angehörigen eine Heimat sein. Arbeiter und Angestellte müssen gern an ihren Arbeitsplatz gehen, sich an ihm wohl und geborgen, sie müssen sich mit dem Betriebe verbunden fühlen und in wirklicher Kameradschaft überall zusammenstehen.“

### Gestaltung des Feierabends und die Pflege der Kameradschaft

#### Die Werksbibliothek
Die vor 1900 gegründete Werksbibliothek – ihr ursprünglicher Name lautete „Hoffmann’s Büchersammlung“ – wies im Oktober 1905 einen Bestand von etwa 300 Bänden aus, bis zur Mitte der 1930er Jahre hatte sich die Anzahl auf ungefähr 3.000 verzehnfacht. Die Ausleihe war für alle Leser kostenlos, die laufenden Kosten für die Bibliothek übernahm selbstverständlich das Unternehmen.
Neuanschaffungen wurden bis etwa 1930 aufgrund der Wünsche aus dem Leserkreis in Abgleich mit dem Etat ausgewählt; von da an hielt sowohl das Vorschlagsrecht der politischen Kreisleitung als auch die Reichsarbeitsgemeinschaft deutscher Werkbüchereien in der Reichsschrifttumskammer immer mehr Mitspracherecht. Die Ausleihe selbst erfolgte einmal in der Woche durch ein ehrenamtliches Mitglied aus dem Kreis der Hoffmann-Mitarbeiter.
In den 1960er Jahren wurde die Werksbibliothek aufgelöst.

#### Die Werkszeitschrift
Zwischen 1937 und 1944 erfolgte die Herausgabe einer Werkszeitschrift für die Beschäftigten der Bega-Werke und der Stärkefabrik. Insgesamt gab es 53 Ausgaben, die hauptsächlich über das Geschehen in den Werken, die Firmengeschichte sowie das Leben Leberecht und Eduard Hoffmanns berichteten.

#### Der Kegelklub Stärkefabrik

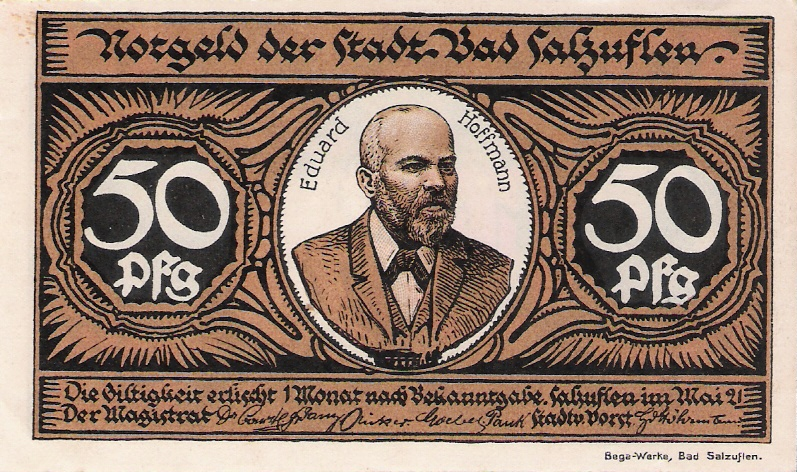
Eduard Hoffmann (1832–1894) auf einem 50-Pf-Notgeldschein der Stadt Bad Salzuflen

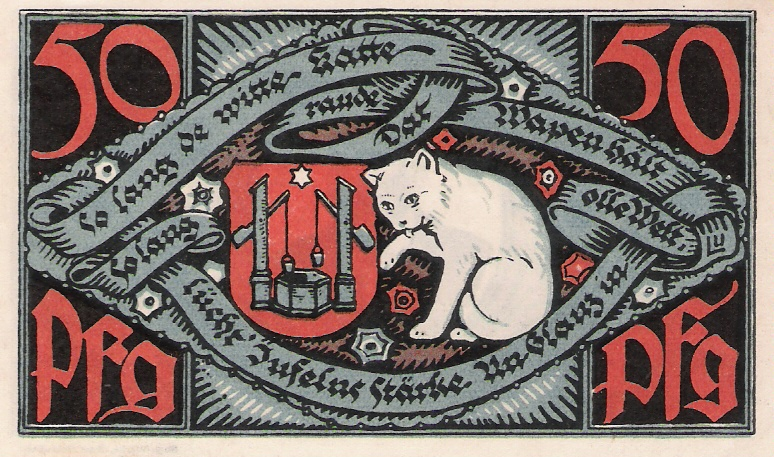
Die Hoffmann’sche Katze auf der anderen Seite des Scheins

Zur gleichzeitigen Pflege der Leibesübungen und der Kameradschaft wurde am 26. April 1888 der „Kegelklub Stärkefabrik“ gegründet. Es folgten weitere Vereine, wie der 1905 gegründete „Club 05“. Im Park ließ das Unternehmen eine Kegelbahn bauen, so dass auf die Mitglieder keine Kosten zukamen. Die Gegebenheit von nur einer Bahn ergab schnell, dass sich aus der Gruppe heraus drei Vereine bildeten: ein Verein der Kontor-, einer der technischen und ein Klub der Betriebsangestellten. 1910 ließ die Firma nach Abbruch der alten Anlage eine neue, den höheren Ansprüchen entsprechende, Bahn mit dazugehöriger Einrichtung bauen. Der Krieg aber führte zu einem tiefen Einschnitt der Kameradschaft. Es gelang nicht, die alten Klubs lebensfähig zu halten. Neben der alten Bohlenbahn wurde 1932 eine Scherenbahn nach Vorschrift des Keglerbundes eingebaut. Ende 1935 erhielten die Bahnen einen automatischen Kugelrücklauf und eine Anzeigeuhr.

#### Der Werksgesangverein
Am 23. April 1895 gegründet, beschrieb die Satzung des Werksgesangvereins „die Pflege des Männergesanges unter dem Personal“ als Hauptaufgabe. Der Verein führte mit Genehmigung der Unternehmensleitung den Namen „Hoffmann’sche Liedertafel Stärkefabrik bei Salzuflen“. Beiträge sollten nur bei Bedarf erhoben werden, regelmäßige Übungszeit war am Samstagabend, ab 21 Uhr. Im Frühjahr 1896 bewilligte Leberecht Hoffmann die finanziellen Mittel für ein Klavier. Durch den Ersten Weltkrieg und die darauf folgende unruhige Zeit fanden sich immer weniger Sänger, so dass die Liedertafel Mitte der 1920er Jahre aufgelöst wurde. Mit dem wirtschaftlichen Aufschwung ab 1933 wurde auch die Tradition des Gesangvereins wieder belebt: 70 Mitarbeiter trafen sich zur Gründungsversammlung am 11. Januar 1935 im Speisesaal des Hoffmann-Werkes. Die Kosten für Beiträge und Noten wurden von der Geschäftsleitung übernommen, ein neues Klavier – das alte war dem Lyzeum für Schulzwecke überlassen worden – wurde vom Betriebsführer zur Verfügung gestellt. Geübt wurde nicht mehr am Abend, sondern in der Zeit von 17.00 bis 18.30 Uhr, das heißt, direkt im Anschluss an die Arbeit. Der Erfolg stellte sich bald ein. So wurden zum Beispiel die Feier zum Tag der Arbeit 1935, die Einweihung des Kameradschaftshauses und die Weihnachtsfeier mit mehreren Liedern untermalt.

#### Die Werkskapelle und der Spielmannszug
Nur ein Jahr nach Gründung des Gesangvereins, im Frühjahr 1896, wurde zur Förderung der instrumental-musikalisch begabten Mitarbeiter und zur Verschönerung von Betriebsfeiern und -festen die Musikkapelle gegründet. Schon im folgenden Jahr überraschten die Mitglieder der Kapelle anlässlich des Besuchs der deutschen Kaiserin im Werk alle Zuhörer mit ihrer Leistung. Für die 50-Jahr-Feier im Jahr 1900 wurde unter der Leitung eines ehemaligen Kapellmeisters besonders eifrig geübt. Es kamen sogar sechs Mitglieder der Detmolder Bataillonskapelle – sie sollten beim Einüben über die Klippen der ersten Jahre hinweghelfen – zu den wöchentlichen Übungsstunden.
Wie in den anderen Bereichen, übernahm auch hier die Firma alle Kosten für die Übungsabende, Noten, Instrumente und sonstige Anschaffungen, aber auch hier galt: Mit dem Beginn des Ersten Weltkriegs zerfiel die Kapelle. Die Instrumente gingen zum Teil in den Besitz der in Salzuflen, die Stadt war zur Garnison geworden, stationierten Militärkapelle über.
Erst im Januar 1933 knüpften die Werksangehörigen wieder an die alten Traditionen an: Achtzehn Mitarbeiter gründeten einen Spielmannszug. Die Firma stellte wieder – für mehr als 1000 Reichsmark – die Ausrüstung. Alle vierzehn Tage wurde geübt. Die Erfolge stellten sich ein, und schon 1936 wurde wieder eine Werkskapelle gegründet. Doch die Existenz des „Salonorchester Hoffmannstärke“ war nur von kurzer Dauer, denn nach dem Krieg wurde diese Einrichtung nicht wiederbelebt.

#### Das Kasino
Im Jahre 1903, am 5. Dezember, wurde nach Krupp’schem Vorbild das Hoffmann’sche Beamten-Kasino geschaffen. Ziel war laut Satzung die „Pflege der Geselligkeit und Unterhaltung durch Benutzung des Lesezimmers und der übrigen Räume“. Mit dem Hotel Kaiserhof (heute steht hier das Parkhaus Osterstraße) schlossen Hoffmann’s Stärkefabriken einen Pachtvertrag über einige Räume ab, ließen diese entsprechend umbauen und einrichten, so dass am 5. Dezember 1903 das Kasino eröffnet werden konnte.
Aufgrund der Kosten für Zeitungen und Zeitschriften, einer jährlichen Pacht in Höhe von 1.000 Mark und der Nichterfüllung der gestellten Ansprüche veranlasste die Unternehmensführung die Schließung des Kasinos zum Ende des Jahres 1908.

#### Betriebsausflüge
Die besonders von der Jahrhundertwende bis zum Ersten Weltkrieg durchgeführten, jährlichen Ausflüge waren bei der Belegschaft sehr beliebt, handelte es sich dabei doch um groß angelegte Veranstaltungen mit der gesamten Belegschaft und derer Familienmitgliedern. Die Firma übernahm alle Kosten für Getränke, kalte Speisen, das Kinderprogramm und eventuelle Feuerwerke; für den Ausflug am 19. August 1905 betrugen diese beispielsweise 3250 Mark.
Zusätzlich organisieren Hoffmann’s Stärkefabriken jährlich einen Ausflug für die Pensionäre und die Witwen früherer Mitarbeiter. Mit Bus, Bahn oder Dampfschiff ging es bis Ende der 1930er-Jahre in das Lipper- oder Weserbergland. Am 2. Mai 1936 zum Beispiel wurden etwa 700 Personen zu einem Ausflug in einem Sonderzug nach Karlshafen eingeladen. Von dort ging es mit drei Schiffen die Weser abwärts bis nach Hameln.

### Sonstiges
Das ursprünglich als Landhaus errichtete Erholungsheim Johannaberg (nach Eduard Hoffmanns 1868 verstorbenen ersten Frau Johanne Böhmer aus Blomberg) wurde 1880 in Berlebeck gebaut, und auch die 1876 erfolgte Neugründung einer katholischen Gemeinde und den Kirchbau der lutherischen Kirchengemeinde in Salzuflen war mit erheblicher finanzieller Unterstützung der Familie Hoffmann und der Stärkefabriken zustande gekommen.

## Archiv

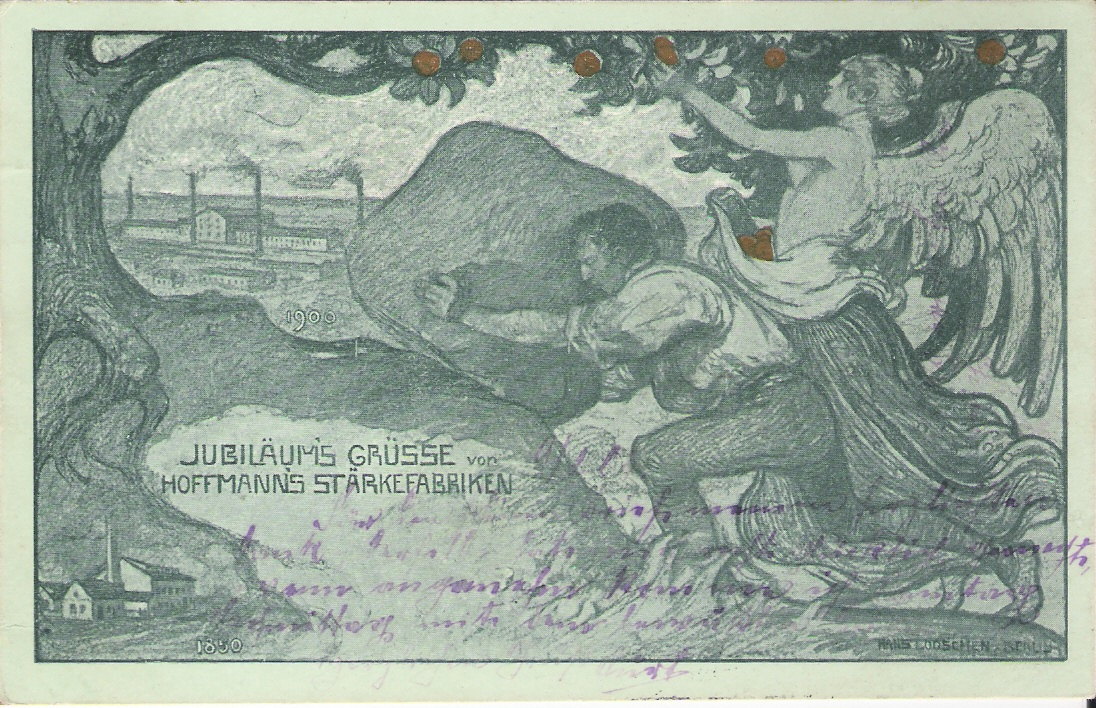
Postkarte zum 50-jährigen Betriebsbestehen (1900)

Das Hoffmann’sche Firmenarchiv mit insgesamt 80 Regalmetern wurde am 15./16. Mai 1991 als Dauerleihgabe von der Stadt Bad Salzuflen übernommen und nach eingehender Prüfung in folgende Teilbestände (Signaturgruppen) gegliedert:
- H I: Akten, Geschäftsbücher sowie Schrifttum der Familien Hoffmann und Künne, Ca. 4000 Nummern (hiervon gelangten 500 in einer zweiten Lieferung im Dezember 1993 in das Stadtarchiv), 1849 bis 1990
- H II: Fotos, Fotoalben, Dia-Serien und Filme, ungefähr 800 Nummern, 1881 bis 1990
- H III: Karten und Pläne, ungefähr 200 Nummern, 1876 bis 1990
- H IV: Werbung: Plakate, Musterbücher, Ansichtskarten, Beipackzettel, „Märchenbücher“ usw., ungefähr 400 Nummern, 1880 bis 1990
- H V: Musterpackungen von Hoffmann’s-Produkten und Erzeugnissen von Konkurrenzfirmen, ungefähr 250 Nummern, 1885 bis 1993
- H VI: Festschriften, Werkzeitschriften, Fachliteratur zur Stärkeindustrie, ab 1869
- H VII: Sondergruppe Museumsgut, unter anderem ein Firmenmodell von 1941, Werkfeuerwehr-Uniformen, Fabrikfahnen, Werbeschilder, Gemälde usw.

Nur wenige Industrieunternehmen dieser Größenordnung dürften auf eine ähnlich dichte, über einen so langen Zeitraum sich erstreckende Quellenüberlieferung verfügen. Detaillierte Informationen über die Entwicklung der Stärkefabriken vermitteln zum Beispiel die für 1887 bis 1972 lückenlos vorliegenden
Protokolle der Sitzungen des Aufsichtsrates der Aktiengesellschaft. Über den Umgang mit der eigenen Geschichte geben die durch Akten, Fotos und diverses Sammlungsgut dokumentierten Betriebsjubiläen (1900, 1925, 1940, 1950 und 1975) Auskunft; selbst über die Zeit des Nationalsozialismus, die Einbindung der Firma in das NS-System, sind zahlreiche Archivalien greifbar, unter anderem Akten zur Beschäftigung von Fremdarbeitern und Kriegsgefangenen.